# Arquitetura de Espanha

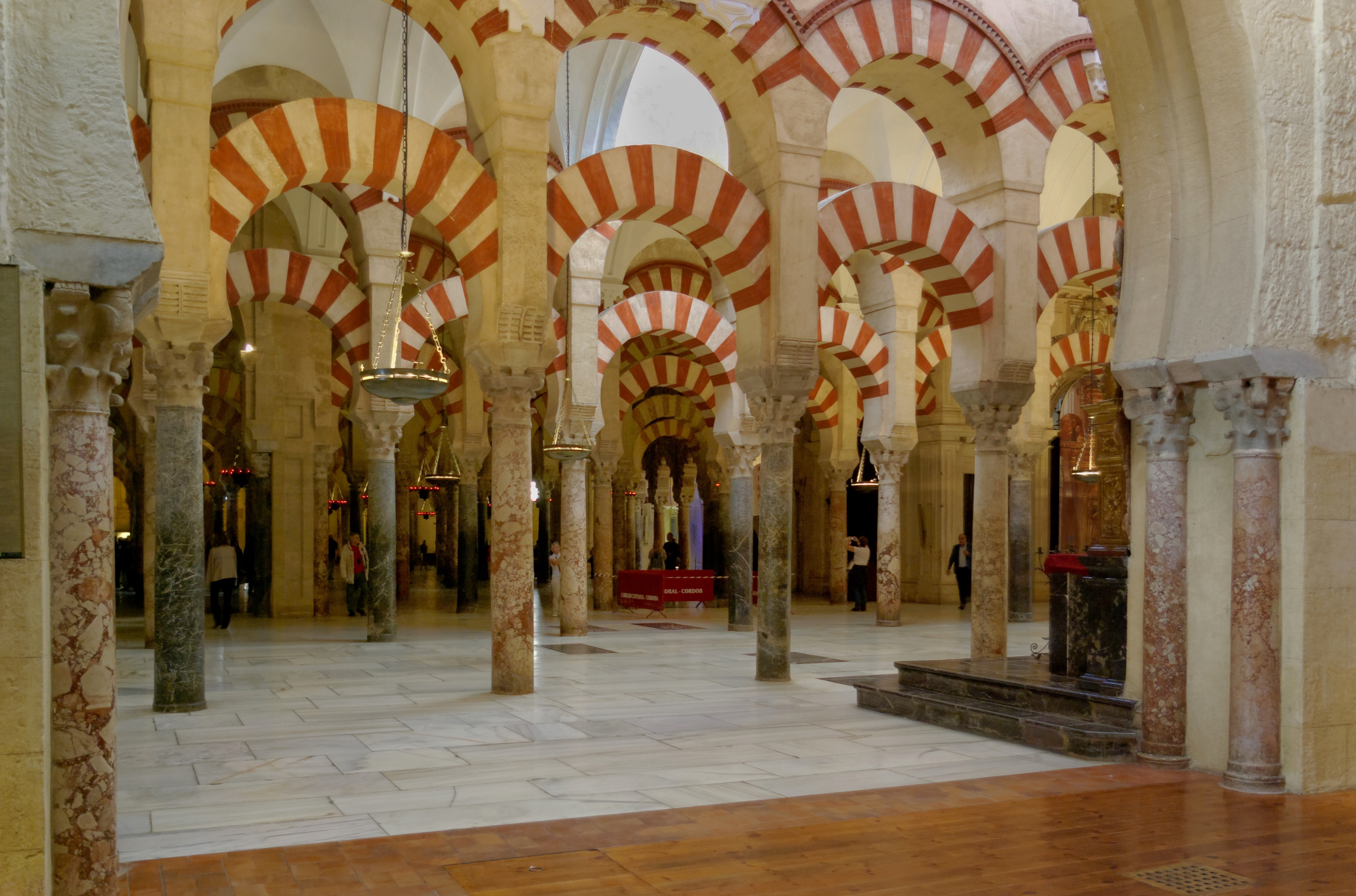
A Mesquita de Córdova

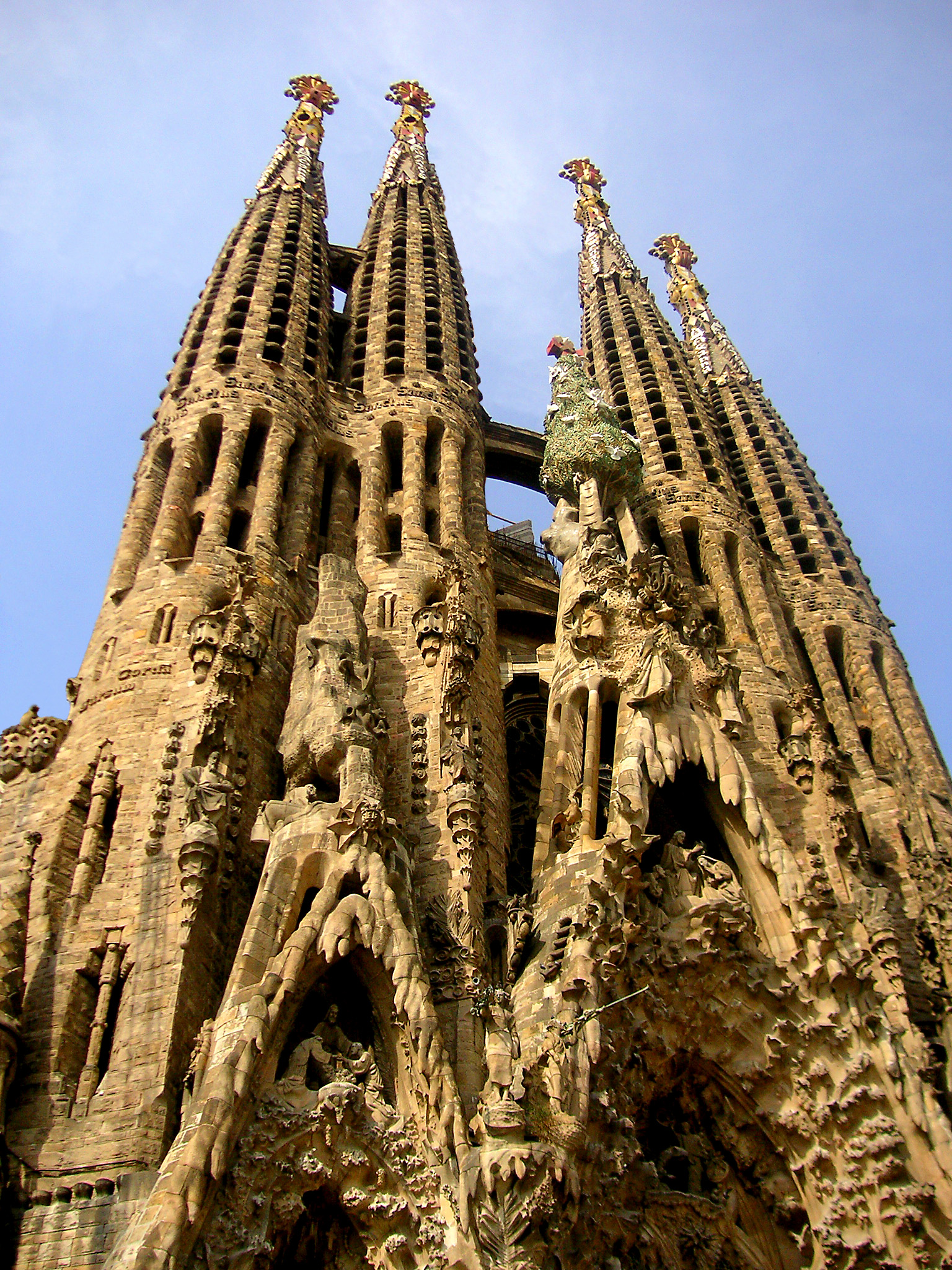
Igreja da Sagrada Família de Gaudí, em Barcelona

Arquitetura de Espanha refere-se à arquitetura existente no que atualmente é o território espanhol e à realizada por arquitetos espanhóis no mundo. Devido à amplitude temporal e geográfica que tem a história da Espanha, a arquitetura espanhola teve múltiplas fontes de influências e manifestações.
Mesmo antes dos povos que puderam escrever suas histórias, antes mesmo das fontes romanas (como os iberos, celtiberos, cântabros, entre outros), existiam na Península Ibérica vestígios de formas arquitetônicas comparáveis a outros exemplos das culturas mediterrâneas e semelhantes aos do norte europeu.
Um autêntico desenvolvimento ocorreu com a chegada dos romanos, que deixaram ali alguns de seus monumentos mais impressionantes, na Hispânia. A invasão dos visigodos implica uma profunda decadência em relação às técnicas romanas, mas também no aporte de técnicas construtivas mais austeras, de cunho religioso, assim como ocorreu no resto do antigo império. A invasão muçulmana no ano 711 traz uma mudança radical nos oito séculos seguintes e levou a grandes avanços na cultura, incluindo a arquitetura. Córdova, capital da dinastia omíada e Granada, dos nacéridas, foram centros culturais de extraordinária importância.
Os reinos cristãos surgiram gradualmente e desenvolveram estilos próprios, inicialmente isolados das outras influências europeias e mais tarde integrados nas grandes correntes arquitetônicas europeias românica e gótica, as quais chegaram a alcançar um auge extraordinário, com numerosas mostras religiosas e civis ao longo de todo o território. Simultaneamente se desenvolveu o estilo mudéjar, dos séculos XII ao XVII, que se caracterizou por uma mescla de correntes culturais: a herança estrutural europeia com a decoração árabe.
Já no final do século XV, e antes de influenciar a América Latina com a arquitetura colonial, a Espanha experimentou a arquitetura renascentista, desenvolvida principalmente por arquitetos locais (Pedro Machuca, Juan de Herrera, Andrés de Vandelvira). O barroco espanhol caracteriza-se sobretudo pelo exuberante churrigueresco e se distinguiu das influências internacionais posteriores. O estilo colonial, que se manteve durante séculos, ainda tem uma grande influência na América Latina. O neoclassicismo teve seu ápice no trabalho de Juan de Villanueva e seus discípulos.
O século XIX teve duas facetas: o esforço na engenharia para alcançar uma nova linguagem e melhoras estruturais com ferro e vidro como principais materiais, e a corrente acadêmica que primeiro focou no historicismo e no ecleticismo, e mais tarde nos regionalismos. A entrada do modernismo nas correntes acadêmicas produziu figuras como Antoni Gaudí na arquitetura do século XX. O estilo internacional foi liderado por grupos como o GATEPAC.
A Espanha sofre uma verdadeira revolução técnica dentro da arquitetura contemporânea e os arquitetos espanhóis como Rafael Moneo, Santiago Calatrava e Ricardo Bofill têm se transformado em referências internacionais.
Pela relevância artística de muitas das estruturas arquitetônicas da Espanha, incluindo partes inteiras de cidades, elas têm sido designadas Patrimônio Mundial. O país ocupa o segundo lugar em número de lugares declarados Patrimônio Mundial pela UNESCO, superado somente pela Itália.

## Pré-história

### Arquitetura do megalítico

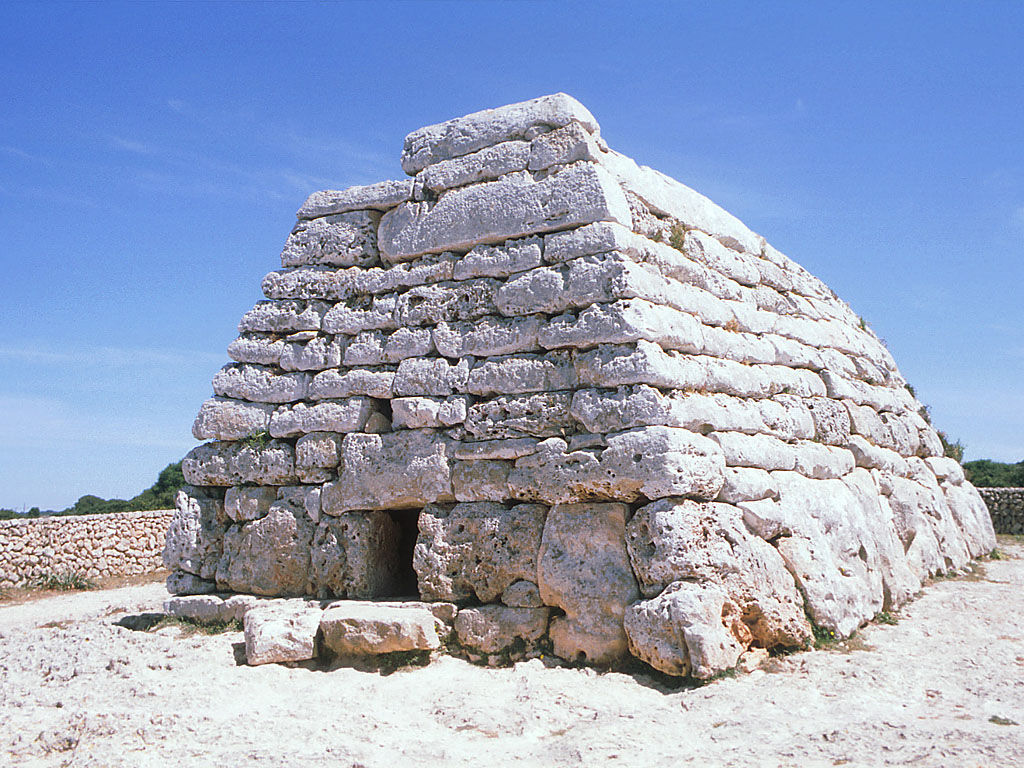
Naveta des Tudons em Minorca

Durante a Idade da Pedra, o megálito mais difundido na Península Ibérica era o dólmen. Os desenhos destas câmeras funerárias costumavam ser semicirculares ou trapezoidais, formados por enormes pedras fixadas no chão e outras que as cobriam, formando um teto. Conforme ia evoluindo a tipologia, foi aparecendo uma entrada, chamada dromo, que gradualmente foi ganhando importância até se tornar tão ampla quanto a câmera. No estágio mais avançado eram comuns tetos abobadados e falsas cúpulas. O complexo de Antequera contém os dólmens maiores da Europa. O melhor conservado, a Cova da Menga, tem 25m de profundidade, quatro metros de altura e foi construído com 32 megálitos. Na atualidade, no interior, descobriu-se um poço, cuja origem se desconhece. Na Idade do Bronze os exemplos melhor conservados estão nas Ilhas Baleares, onde aparecem 3 tipos de construção: a taula, em forma de T, o talayot e a naveta. Os talayots eram torres de defesa troncocónicas ou troncopiramidais. Costumavam ter um pilar central. As navetas eram construções realizadas com grandes pedras e a sua forma era similar à dos cascos dos barcos.

### Arquitetura céltica e ibérica

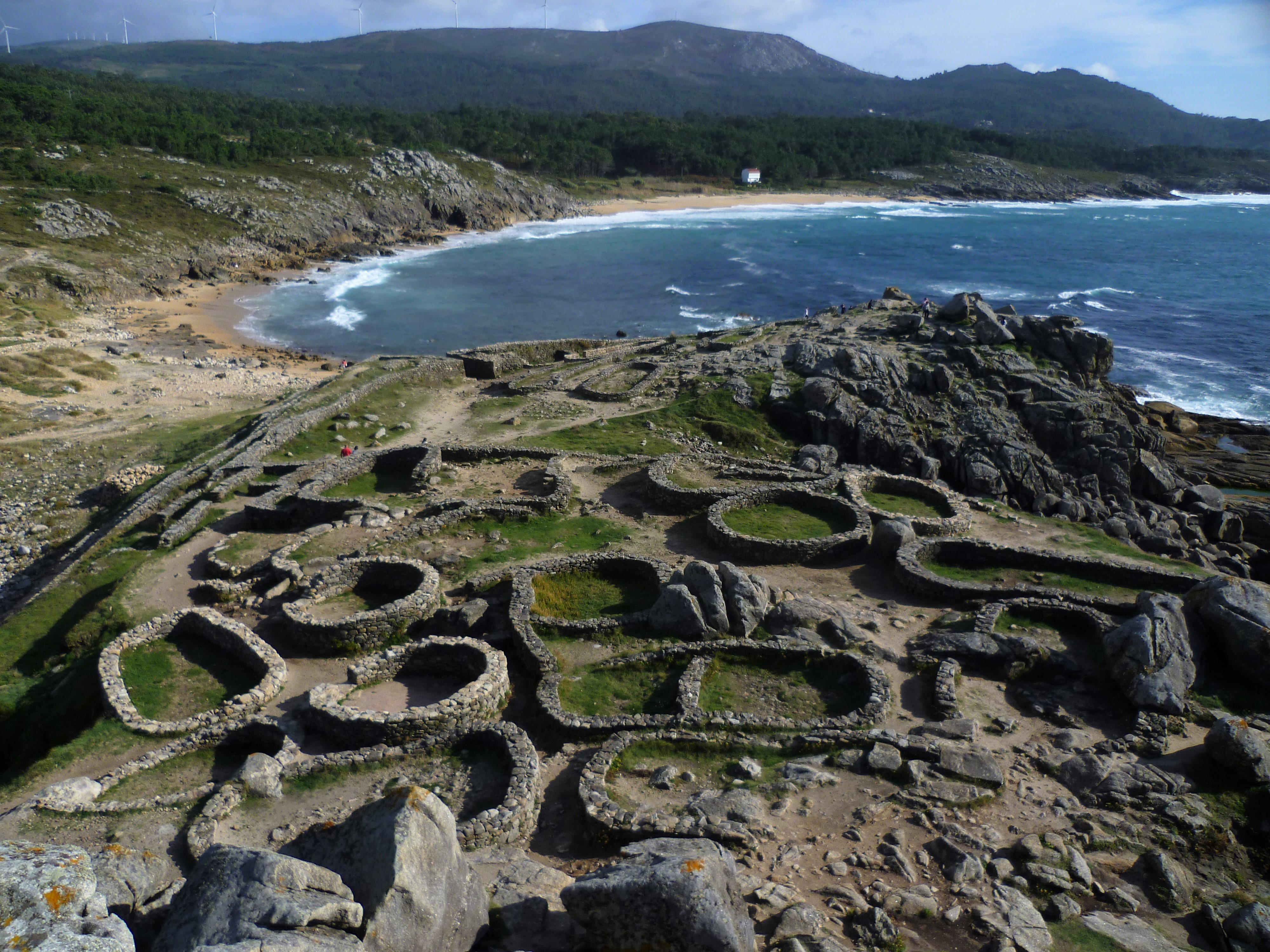
Povoação celta, na Galiza: Castro de Baronha

As construções características dos celtas eram os castros, povos amuralhados, habitualmente situados no alto de uma colina ou um monte. Expandiram-se nas áreas povoadas pelos celtas, no vale do Rio Douro e da Galiza. Exemplos incluem Cogotas, Ávila e Castro de Santa Trega, em Pontevedra.
As casas nos "castros" têm cerca de 3,5m de longitude e são normalmente circulares, existindo algumas retangulares, de pedra e com tetos de palha, com uma coluna central. As suas ruas eram normalmente regulares, sugerindo algum tipo de organização central.
As cidades construídas pelos Arévacos estão ligadas à cultura ibérica, cujas cidades tiveram um desenvolvimento urbano grande, como por exemplo a Numância. Outras são mais primitivas e um pouco escavadas na rocha, como Tiermes.

## Época romana

### Desenvolvimento urbano

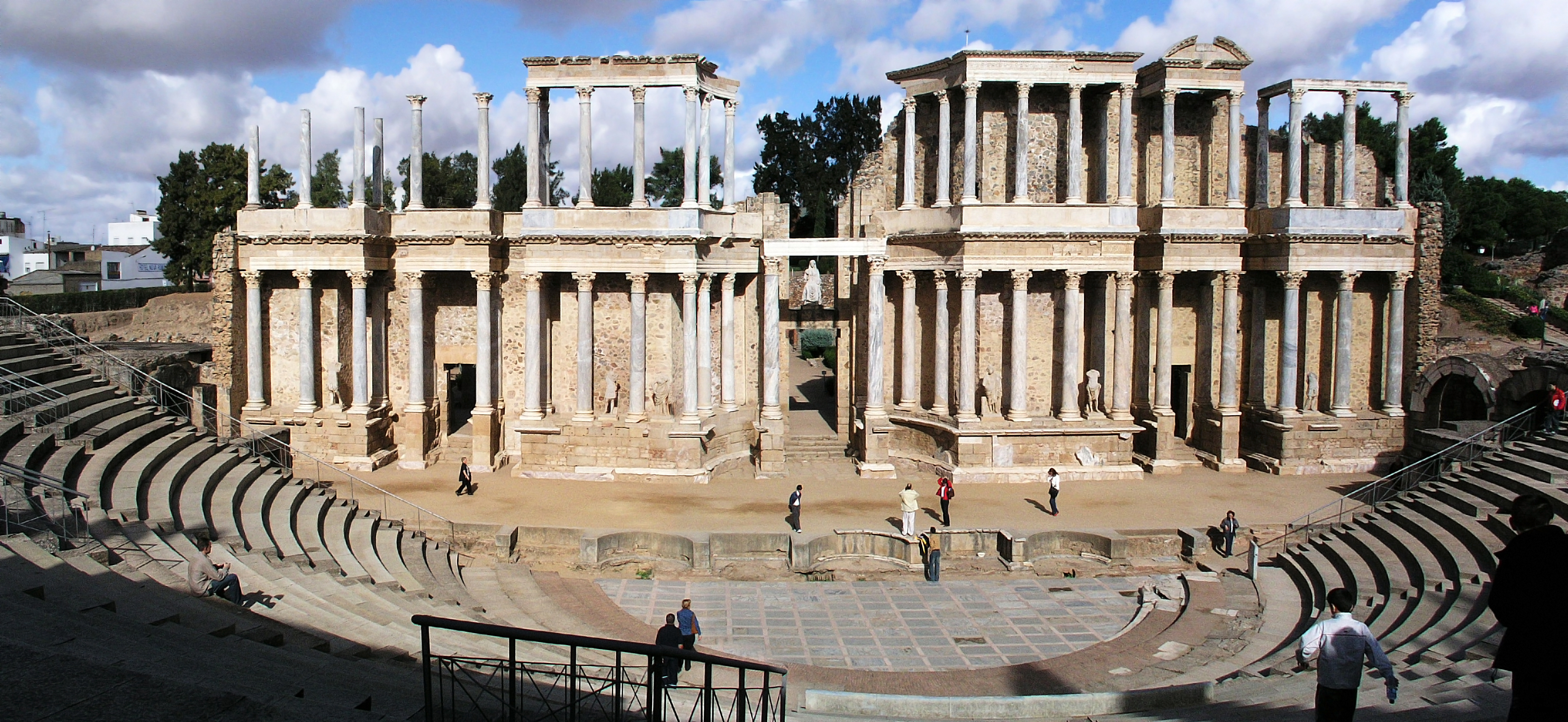
Teatro romano em Mérida.

A conquista romana da Península Ibérica, iniciada em 218 a.C., trouxe uma romanização quase completa da Hispânia. A cultura romana foi assumida profundamente pela população: antigos acampamentos militares e assentamentos iberos, fenícios e gregos foram transformados em grandes cidades, como por exemplo Emerita Augusta na Lusitânia, Córduba, Itálica, Híspalis, Gades na Bética, Tarraco, César Augusta, Astúrica Augusta, Légio Séptima Gemina e Luco Augusto na Tarraconense, unidas por uma complexa rede de estradas. O desenvolvimento da construção inclui alguns monumentos de qualidade comparável aos da capital, Roma.

### Construções

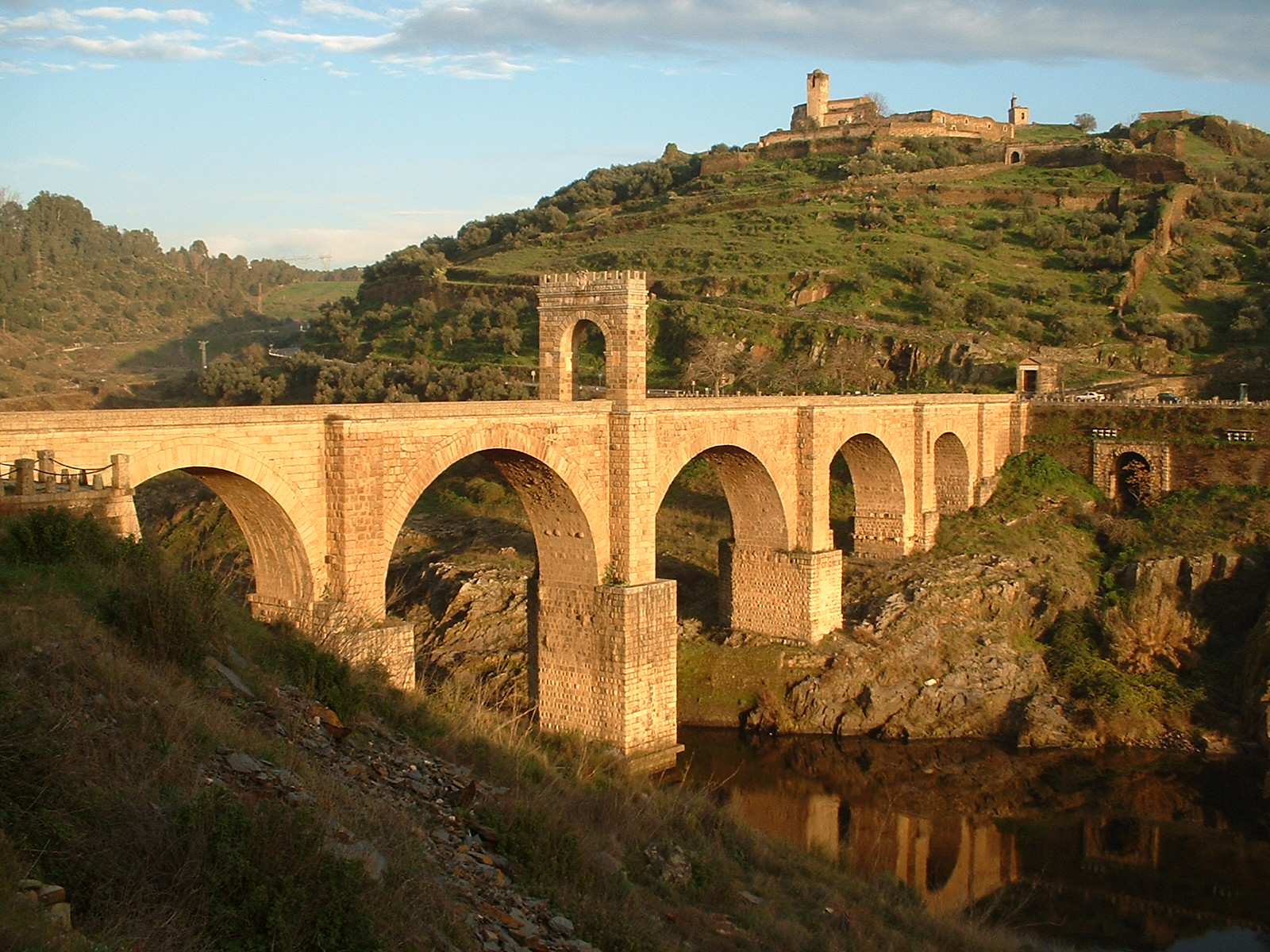
Ponte de Alcântara.

A engenharia civil está representada em imponentes construções como o Aqueduto de Segóvia ou o de Mérida (Aqueduto dos Milagres), em pontes como as de Alcântara, (Alcántara, Cáceres) sobre o Tejo ou a de Córdova sobre o Guadalquivir. Também foram construídos faróis como o que ainda está em uso na Corunha, a Torre de Hércules. As construções civis tiveram maior impulso sobretudo sob o império de Trajano (98 d.C - 117 d.C).
A arquitetura lúdica está representada por edifícios como os teatros de Mérida, Sagunto, Termes ou Cádis, os anfiteatros de Mérida, Itálica, Tarraco e Segóbriga e os circos de Mérida, Córdova, Toledo, Sagunto e muitos outros.
A arquitetura religiosa também se estendeu pela Península, como se pode ver nos templos de Córdova, Vic, Mérida (Diana e Marte) e Talavera la Vieja, entre outros. Os principais monumentos funerários são as torres dos Escipiões de Tarragona, o dístilo de Zalamea de la Serena e os mausoléus da família Atilii em Sádaba e Fabara. Arcos de triunfo podem ser encontrados em Caparra, Bará e Medinaceli.

## Arquitetura pré-românica
O termo pré-românico se refere à arte cristã depois da antiguidade clássica e antes da arte românica. Cobre realizações artísticas muito diversas, já que foram realizadas em séculos distintos e por culturas diferentes. O território espanhol tem uma grande variedade em arquitetura pré-românica: alguma de seus ramos, como a arquitetura asturiana, chegaram a um grande nível de refinamento para sua época e contexto cultural.

### Arquitetura visigoda

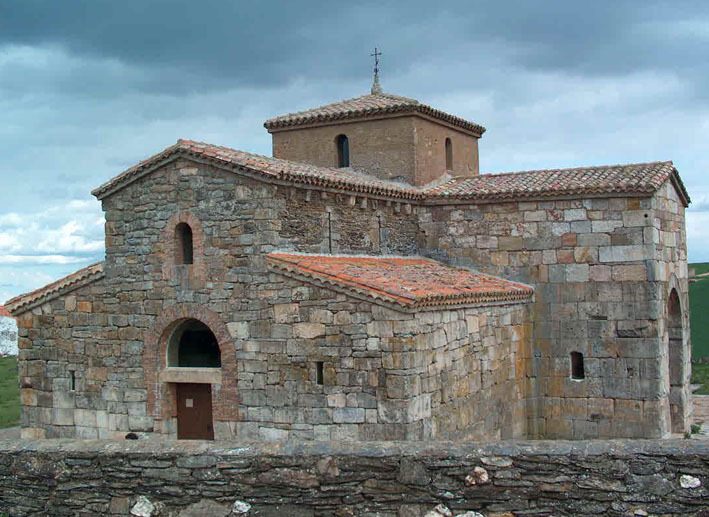
San Pedro de la Nave, em Zamora

Do século VI cabe mencionar os restos da basílica de Cabeza de Griego, em Cuenca e a pequena igreja de São Cugat do Vallés, em Barcelona. Esta, ainda que muito deteriorada, mostra claramente uma planta de nave única que termina em uma abside. Do século seguinte são as de São Pedro da Nave, São João dos Banhos, Santa Maria de Quintanilla de las Viñas, cujo traços serão repetidos em outros templos posteriores, pertencentes ao «estilo de repovoação» (mal descritos como «moçárabes»). Além disso, nesta época se segue basicamente a tradição paleocristã na arquitetura religiosa. Como edifícios mais representativos podem se relacionar os seguintes:
- Igreja de San Pedro de la Nave em San Pedro de la Nave-Almendra (Zamora);
- Igreja de Santa Comba de Bande (Ourense);
- Igreja de São João Batista de Baños de Cerrato (Palencia);
- Cripta de San Antolín na catedral de Palência (Palência);
- Igreja de São Pedro da Mata de Sonseca (Toledo);
- Ermida de Santa Maria de Quintanilla de las Viñas (Burgos).

### Arquitetura asturiana

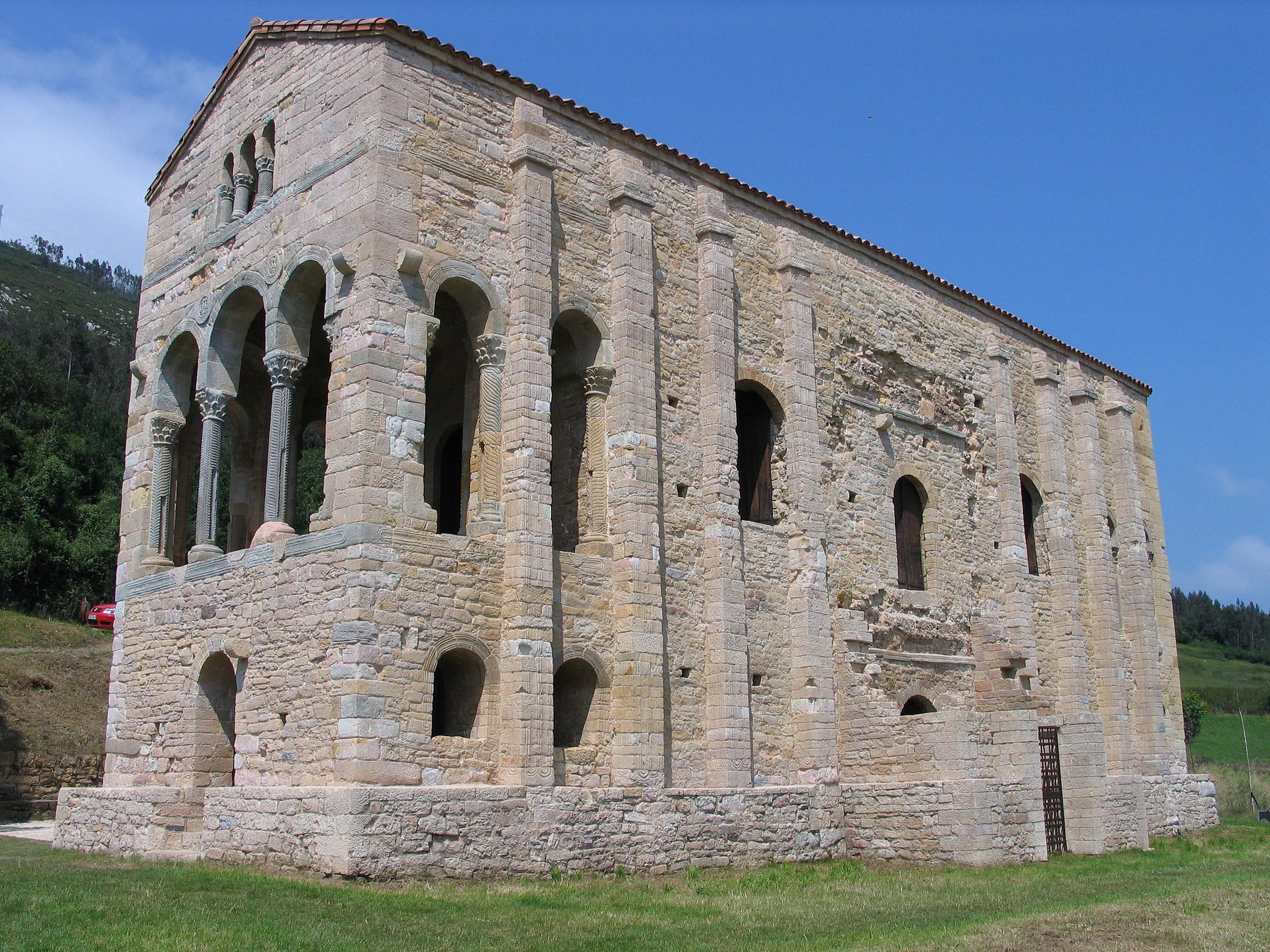
Santa María del Naranco, Asturias

O Reino das Astúrias aparece em 718, quando as tribos ástures, reunidas em assembleia, decidem nomear a Don Pelayo seu chefe. Pelayo reuniu as tribos locais e os refugiados visigodos sob suas ordens com a intenção de restaurar progressivamente a ordem goda.
O pré-românico asturiano é um estilo singular, que, combinando elementos de outros estilos, como o visigodo e as tradições locais, criou e desenvolveu sua própria personalidade e características, alcançando um notável nível de refinamento, não só como construção, mas também como estética.
Quanto à sua evolução, o pré-românico asturiano seguiu uma «evolução estilística claramente associada à evolução política do reino, suas etapas marcadas com nitidez». Foi principalmente uma arquitetura da corte e se distinguem cinco etapas: primeiro período (737-791) desde o reino de Fávila até o de Bermudo I das Astúrias. O segundo período inclui os reinos de Afonso II das Astúrias (791-842), entrando em uma etapa de definição estilística. Esses dois períodos estão inclusos dentro do chamado pré-ramirense. A igreja mais importante é a de San Julián de los Prados, em Oviedo, com um sistema de volumes interessante e um programa de afrescos iconográficos, estreitamente relacionados com as pinturas murais romanas. As janelas em rótulas trifoliadas no abside aparecem pela primeira vez nesta etapa. A Câmara Santa da Catedral de Oviedo, San Pedro de Nora e a Santa María de Bendones também pertencem a este período.
O terceiro período compreende os reinos de Ramiro I (842-850) e Ordoño I (850-866). É o chamado período ramirense e é considerado como a culminação deste estilo, devido ao trabalho de um arquiteto desconhecido que trouxe novos estilos ornamentais e estruturais, como a abóbada de canhão e o uso consistente de arcos transversais e contrafortes, acercando o estilo ao êxito obtido pela arquitetura românica dois séculos mais tarde. Alguns autores têm assinalado uma inexplicável influência síria na ornamentação. Nesse período floresceram a maioria das obras mestras deste estilo: os pavilhões do palácio de Monte Naranco (Santa María de Naranco e San Miguel de Lillo) e a igreja de Santa Cristina de Lena.
Um quarto período se estende durante o reinado de Alfonso III (866-910), onde se detecta a chegada de uma forte influência moçárabe à arquitetura asturiana, expandindo-se o uso do arco de ferradura.
Uma quinta e última etapa coincide com o traslado da corte para Leão, com o que deixa de falar-se propriamente do Reino das Astúrias, preferindo-se o termo Reino de Leão. O pré-românico entra na fase que pode ser chamada de arte do repovoamento.

### Arquitetura moçárabe

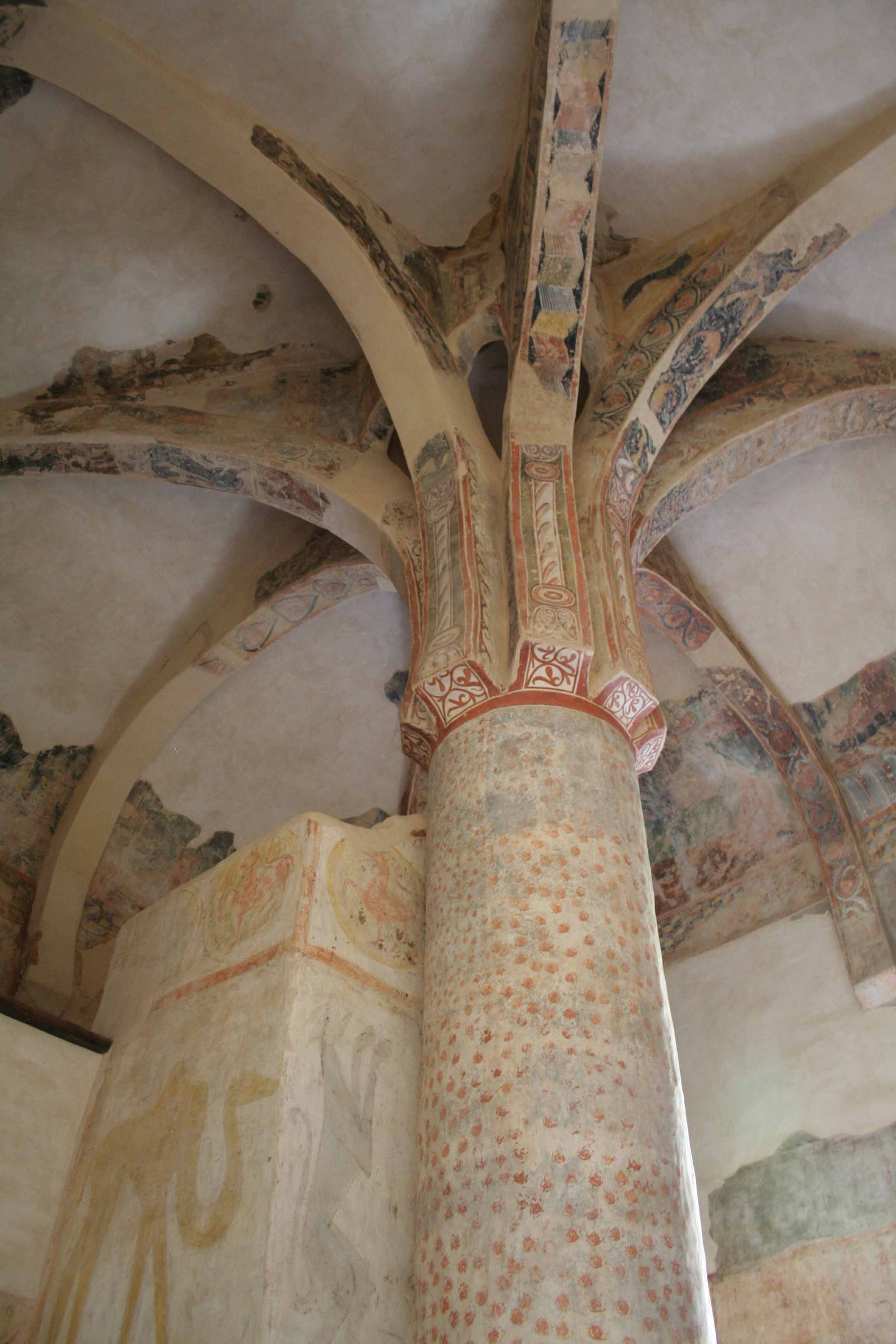
Ermida de San Baudelio de Berlanga

A arquitetura moçárabe foi levada a cabo pelos moçárabes, povo cristão que vivia na Espanha muçulmana desde a invasão árabe (711) até finais do século XI, que mantiveram a sua personalidade diferenciada frente aos povos cristãos dos reinos do norte, os mesmos que foram emigrando em ondas sucessivas ou sendo incorporados pela Reconquista. Um exemplo desta arquitetura é a igreja de Bobastro, um templo rupestre que se encontra no lugar conhecido como Mesas de Villaverde, em Ardales (Província de Málaga), da qual apenas restam as ruínas. Outro edifício representante desta arquitetura é a Igreja de Santa María de Melque, situada nas proximidades de La Puebla de Montalbán (Toledo). Respeitante a este templo, não há certeza da sua filiação estilística, pois partilha traços visigodos com moçárabes, não sendo clara a sua datação. A Ermida de San Baudelio de Casillas representa uma tipologia inédita, incluindo na sua planta retangular uma tribuna sobre uma pequena sala hipostila, à maneira das mesquitas, sendo a sua cobertura sustentada por um único pilar central, em forma de palmeira. Tanto o mencionado pilar como os muros interiores estão abundantemente decorados com frescos, representando cenas de caça e animais exóticos. Pode-se estabelecer uma certa conexão tipológica como templo iniciático, já em época românica, com a Igreja de Santa María de Eunate e as outras construções templárias de planta dentralizada, como Torres del Río ou Vera Cruz de Segovia. Conforme mencionado, a identificação  dos reinos cristãos no norte da Península com os moçárabes é problemática.

### Arquitetura da repovoação
Entre finais do século IX e começos do século XI, desenrola-se, nos reinos cristãos do norte, uma evolução do pré-românico que tradicionalmente se atribuiu à influência moçárabe. até que, na atualidade, através de novas discussões sobre o assunto, decidiu-se considerá-la como uma terceira fase do pré-românico, atrás do visigodo e asturiano. Historicamente, coincide com a repovoação da Meseta del Duero os princípios do Ebro. Exemplos destes templos são a igreja de San Cebrián de Mazote (Província de Valladolid), o mosteiro de San Miguel de Escalada (Província de Leão), a Igreja de Santiago, de Peñalba de Santiago (Província de Leão), a Igreja de San Vicente del Valle (Província de Burgos), a Igreja de Santa María (Lebeña) (Cantábria), a Ermida de San Baudelio de Berlanga, em Caltojar (Província de Sória), o Mosteiro de San Juan de la Peña, em Jaca (Província de Huesca), o Mosteiro de Leyre (Navarra), o Mosteiro de San Millán de Suso (La Rioja) e ainda alguns outros exemplos zamoranos ou asturianos. Algumas outras pequenas igrejas catalãs, consideradas moçárabes, como a de San Julián de Boada e a Igreja de Santa María de Matadars, podem ser incluídas também.

## Arquitetura de Al-Andalus

### O Califado de Córdova
A conquista muçulmana da Hispânia, pelas tropas de Muça ibne Noçáir e Tárique e a queda da dinastia dos omíadas, de Damasco, levaram à criação, por Abderramão I, o único príncipe sobrevivente que escapou aos abássidas, de um Emirado independente com capital em Córdova. A cidade converter-se-ia na capital cultural do ocidente, entre 750 e 1009.
A arquitetura construída em Al-Andalus sob os omíadas evoluiu a partir da de Damasco, com acréscimos estéticos locais: o arco de ferradura, distintivo da arquitetura hispano-árabe, foi copiada dos visigodos. Arquitetos, artistas e artesãos chegaram desde o oriente para construir cidades como Medina Azahara, cujo esplendor não poderia nem ser imaginado nos reinos europeus contemporâneos.
A construção mais importante dos Omíadas em Córdova foi a Mesquita de Córdova, construída em etapas consecutivas por Abderramão I, Abderramão II, Aláqueme II e Almançor.

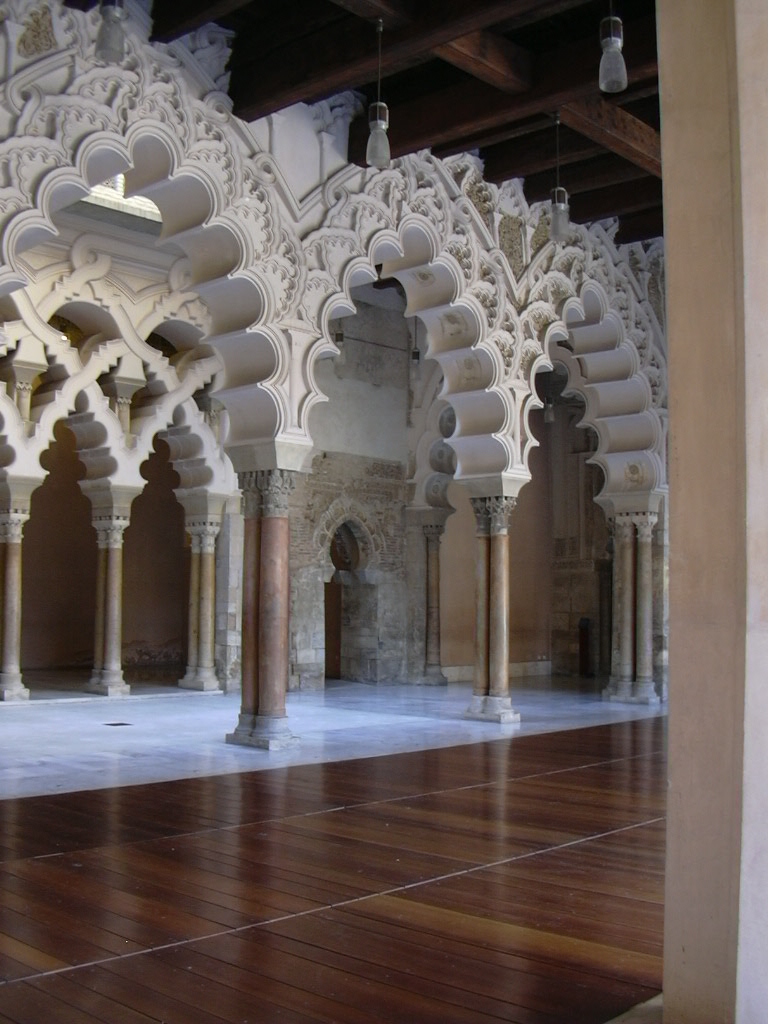
A Aljaferia em Zaragoza.

### Os reinos taifas
Com o fim do Califado, o território se viu dividido em pequenos reinos chamados taifas. Sua fragilidade política foi acompanhada por um conservadorismo cultural, que, junto com o avanço dos reinos cristãos, levou a que as taifas se agarrassem ao prestígio das estruturas e formas do estilo de Córdova.
A recessão se manifestou nas técnicas de construção e nos materiais empregados, ainda que não na profusão da ornamentação. Os arcos multifoliados foram multiplicados e afinados e todos os elementos califais foram exagerados.
Alguns magníficos exemplos da arquitetura taifal chegaram até nossos dias, como o Palácio da Aljaferia em Saragoça ou a pequena mesquita de Babe-Mardum em Toledo, mais tarde convertida em um dos primeiros exemplos da arquitetura mudéjar como a Ermida do Cristo de la Luz.

### Almorávidas e almóadas

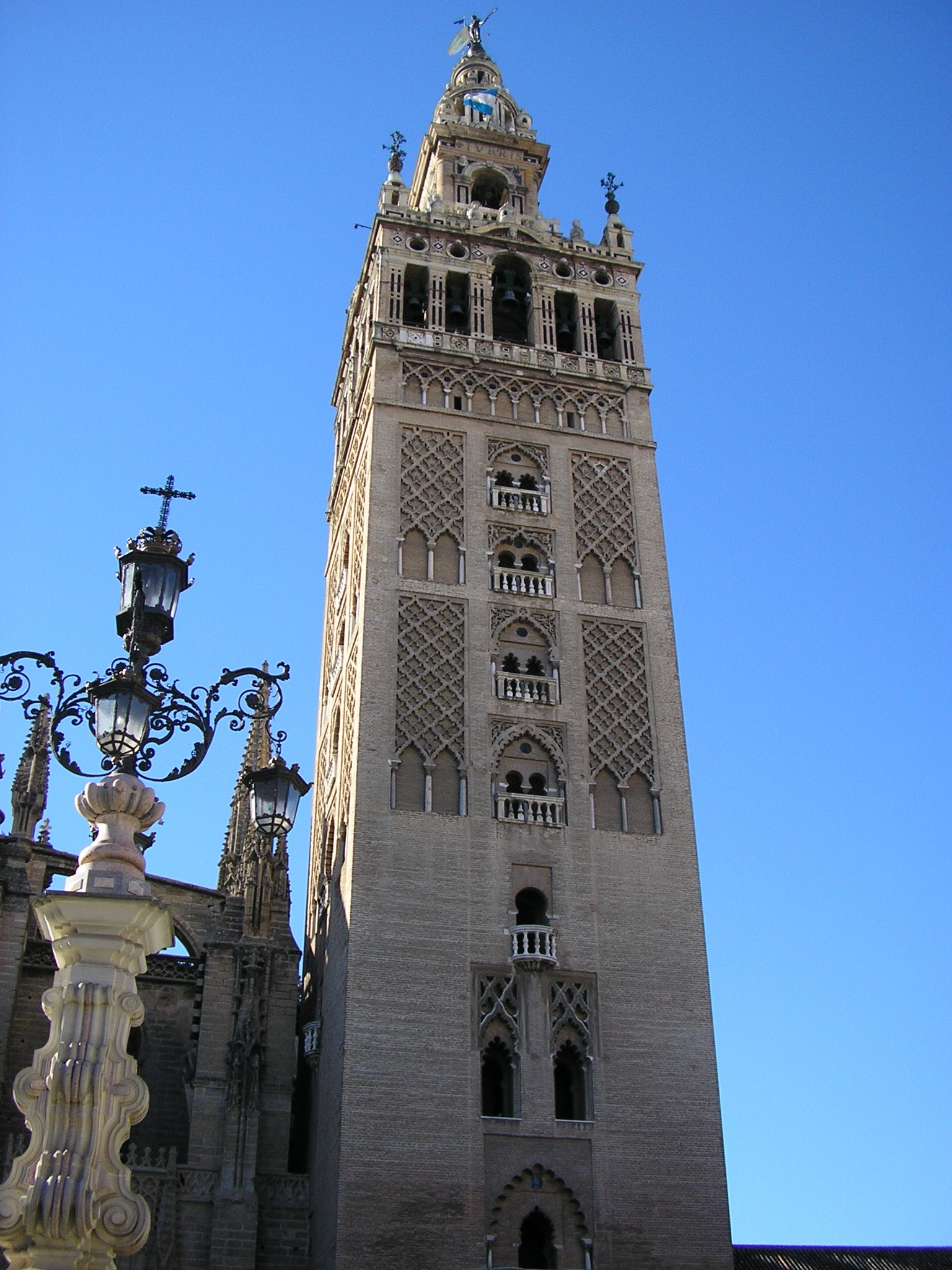
Minarete almóada de La Giralda, Sevilha.

Os almorávidas irromperam desde o norte da África até Al-Andalus em 1086 e unificaram os reinos taifas sob seu poder. Desenvolveram sua própria arquitetura, mas muito pouco sobreviveu, já que a invasão seguinte, a dos almóadas, impôs um islamismo ultra-ortodoxo e destruiu praticamente todos os edifícios almorávidas importantes, junto com Medina Azahara e outras construções califais.
A arquitetura almóada é extremamente sóbria e desnuda. Empregaram o ladrilho como principal material de construção. Praticamente a única decoração empregada, a sebka, consistia em grades de losangos realizados com ladrilho. Também empregaram a palma como decoração, que não era mais que uma simplificação da mais ornamentada palma almorávida. Com o passar do tempo a arte almóada foi se tornando ligeiramente mais decorativa.
O elemento melhor conhecido da arquitetura almóada é La Giralda, antigo minarete da mesquita de Sevilha. Classificada como mudéjar, mas imersa na estética almóada, a sinagoga de Santa María la Blanca, em Toledo, é um raro exemplo da colaboração arquitetônica das três culturas medievais espanholas.

### Arquitetura nacérida do Reino de Granada

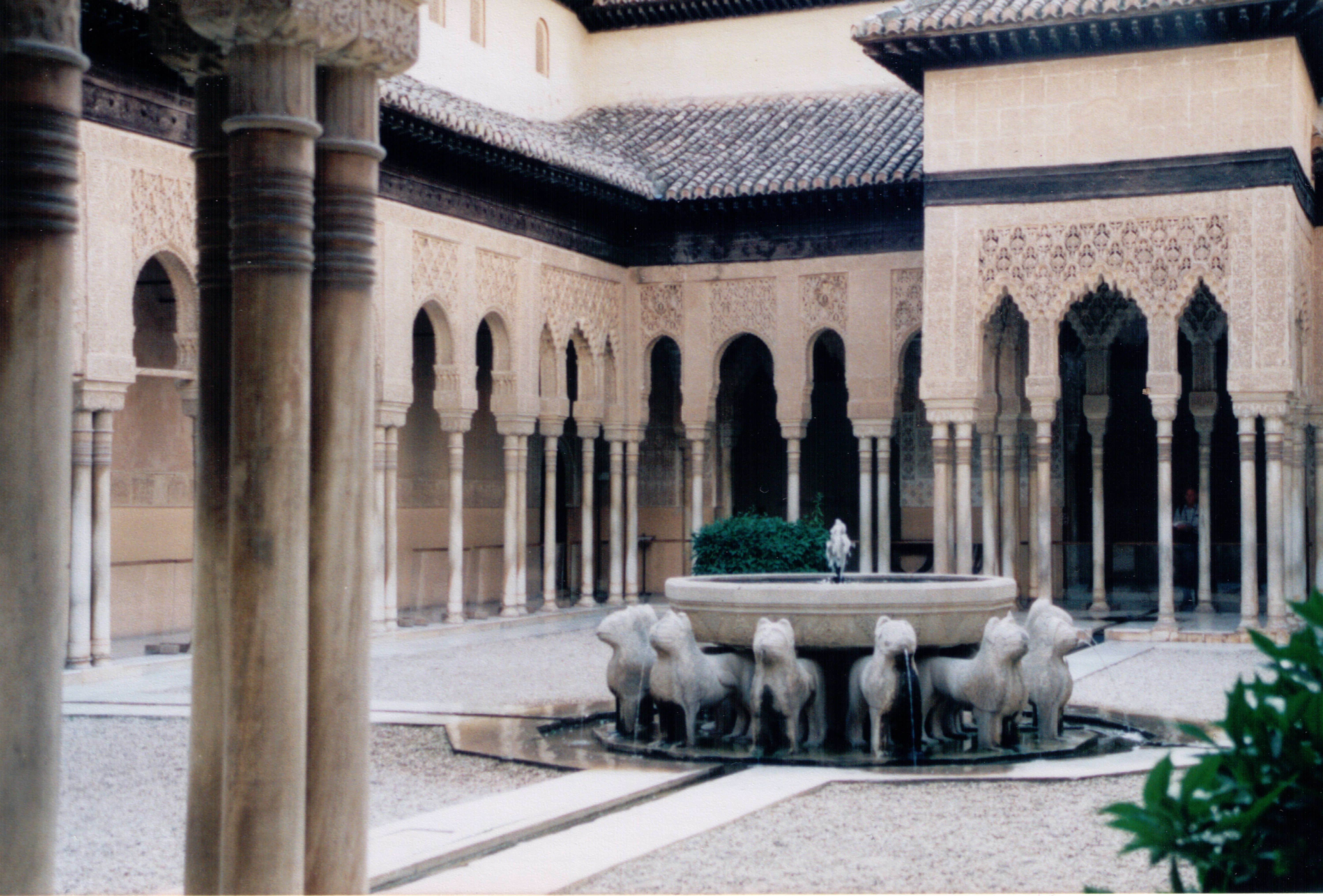
Alhambra, pátio dos leões

Depois da dissolução do Califado Almóada, os reinos muçulmanos do sul da Península se reorganizaram e em 1237 se estabeleceu o Reino Nacérida, com capital em Granada.
A arquitetura produzida pelos nacéridas viria a ser uma das mais ricas do Islão. Foi herdeira dos outros estilos muçulmanos de Alandalus, que os nacéridas combinaram, e do estreito contato com os reinos cristãos do norte. Os elementos da ornamentação e estruturais foram tomados da arquitetura cordovesa (arcos em ferradura), dos almóadas (sebka e palma), mas também de criação própria, como os capitéis prismáticos e cilíndricos e arcos de moçárabe, em uma alegre combinação de espaços interiores e exteriores, de jardins e arquitetura, pensados para agradar a todos os sentidos. Ao contrário da arquitetura omíada, que empregava materiais caros e importados para a construção, os nacéridas empregaram somente materiais mais simples: barro, gesso e madeira. Não obstante, o resultado estético está repleto de complexidade e é desconcertante para o espectador: a multiplicação da decoração, o uso sábio da luz e das sombras e a incorporação da água à arquitetura, são algumas das chaves do estilo. Também se integrou a epigrafia nas paredes das diferentes habitações, com poemas alusivos à beleza dos espaços. Os palácios de Alhambra e Generalife são as construções mais importantes do período.

## Arquitetura mudéjar

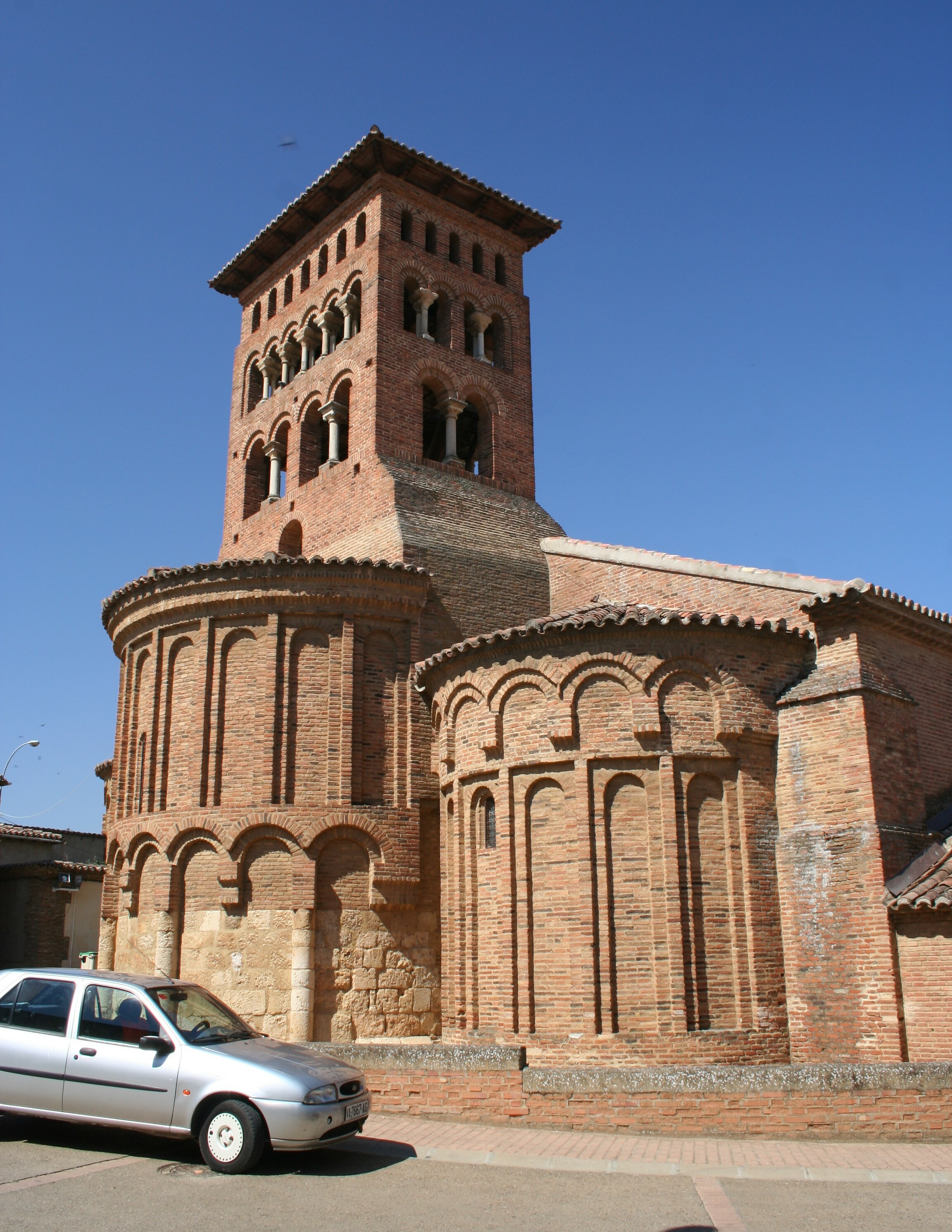
Igreja mudéjar de Sahagún, Leão

A arquitectura realizada pelos mudéjares que permaneceram em território cristão e que não se converteram é chamado de estilo mudéjar. Este estilo desenvolveu-se principalmente entre o século XII e XVI, com fortes influências do gosto e arte árabes, embora que adaptado às preferências dos senhores cristãos. Portanto, o mudéjar não é um estilo puro: combinam-se, frequentemente, técnicas e linguagem artísticas com outros estilos, dependendo do momento histórico. Assim, existe o mudéjar, mas também o mudéjar romântico, mudéjar gótico e mudéjar renascentista.
O estilo mudéjar é uma simbiose de técnicas e formas de entender a arquitetura, resultado da convivência das culturas muçulmana, judia e cristã. Emergiu como estilo arquitetônico no século XII. É costume aceitar a ideia de que este estilo tem origem em Sahagún. Estendeu-se ao Reino de Leão, Toledo, um dos centros mais antigos e importantes, Ávila, Segóvia e mais tarde Andaluzia, também em especial a Sevilha e Granada. Em Toledo, são de destacar as sinagogas de Santa María la Blanca e de El Tránsito, ambas mudéjares, mas não cristãs. Em Sevilha, as casas de Alcázar, apesar de ser classificada como mudéjar, está mais relacionada com a arte nacérida, de Alhambra do que com a arte mudéjar, já que foram criados por arquitetos de Granada, com pouca influência cristã, trazidos por Pedro I de Castela. Também em Sevilha é de destacar a Casa de Pilatos.
Outros centros importantes do mudéjar se encontram em cidades como Toro, Cuéllar, Arévalo, Madrigal de las Altas Torres, sendo de destacar o Mosteiro Real de Santa Clara de Tordesillas, em Tordesilhas. O mudéjar aragonês sofreu um desenvolvimento especial, principalmente em Saragoça e Teruel, durante os séculos XIII, XIV e XV, destacando-se as torres mudéjares de Teruel.
A arquitetura mudéjar caracteriza-se pelo uso do tijolo como material principal. Não criou estruturas próprias, ao contrário do gótico e do românico, mas reinterpretou os estilos ocidentais através de uma perspectiva muçulmana. O carácter geométrico, característico do Islão aparece nas artes acessórias, empregando materiais baratos - azulejo, tijolo, madeira, gesso, metais - trabalhados de forma elaborada, sendo destacado o artesanato. Mesmo após os muçulmanos deixarem de ser empregados na construção, as suas contribuições mantiveram-se como parte integral da arquitetura espanhola.

## Arquitetura românica

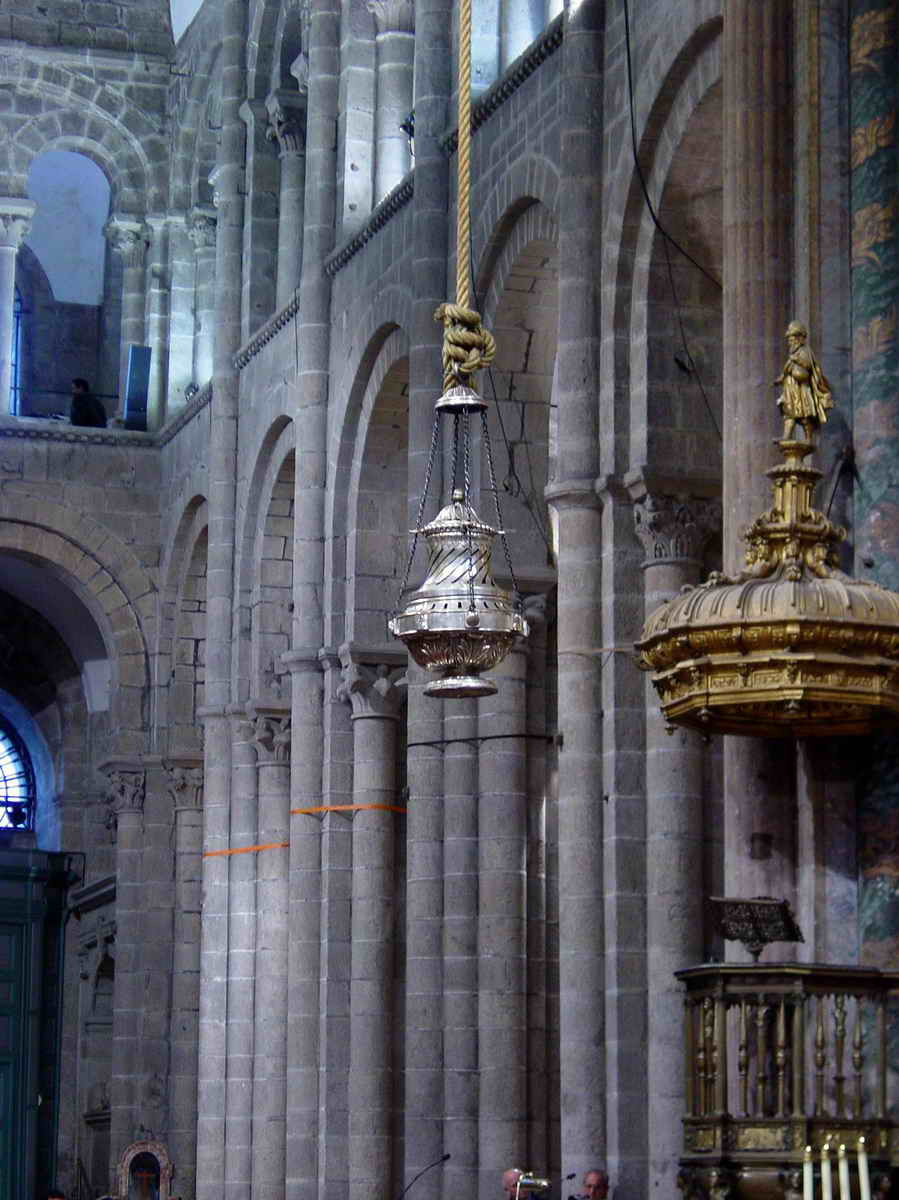
Vista do interior da Catedral de Santiago de Compostela

O românico de desenvolveu inicialmente nos séculos X e XI, anterior à influência de Cluny, nos Pirenéus catalães e aragoneses, simultaneamente com o norte da Itália, no que se chamou «primeiro românico» ou «românico lombardo». É um estilo muito primitivo, cujas características são paredes grossas, falta de escultura e a presença de ornamentação rítmica com arcos, tipificada nas igrejas do La Vall de Boí (São Clemente de Tahull) e os mosteiros de San Pedro de Roda e Santa María de Ripoll.
A arquitetura românica plena chegou com a influência de Cluny através do Caminho de Santiago, que finaliza na Catedral de Santiago de Compostela. O modelo de românico espanhol do século XII era a Catedral de Jaca, con seu plano e absides característicos da planta de peregrinação basada em São Sernim de Toulouse e o taqueado xadrez. Segundo avançavam os reinos cristãos para o sul, este modelo se estendeu pelas áreas reconquistadas com algumas variações. Os monastérios seguiram uma estrutura similar (Santo Domingo de Silos, em Burgos).

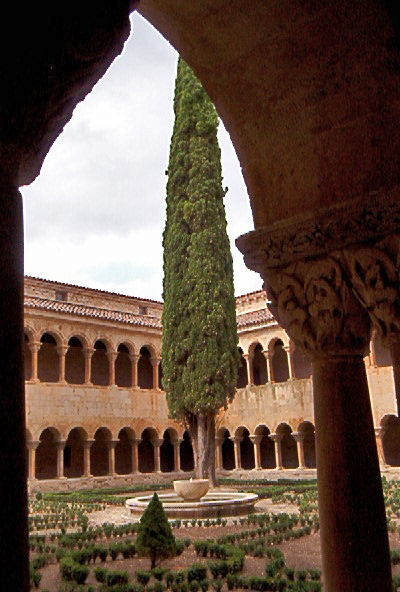
Claustro de Santo Domingo de Silos.

De influência francesa é a magnífica fachada da igreja de Santo Domingo de Sória. A fachada de Nossa Senhora de Poitiers serviu possivelmente de modelo para a de Santo Domingo e foram mestres poitevinos os que intervieram em sua realização. O certo é que essa fachada representa um dos maiores êxitos do românico espanhol. Para Gaya Nuño “...sua distribuição decorativa é a mais rica, a mais homogênea e harmoniosa da Península, e não reconhece como mais bela nem a de Ripoll”.
O românico espanhol também mostra influências dos estilos pré-românicos, não só do asturiano e o moçárabe, mas também da arquitetura árabe, tão próxima, sobretudo dos tetos da Mesquita de Córdova e os arcos multifolhados. Assim se vê em San Juan de Duero (Soria), San Isidoro de León ou na peculiar igreja poligonal de Eunate em Navarra (com poucos exemplos comparáveis, como a Vera Cruz segoviana). O românico segoviano se caracteriza por suas torres solenes e pelo pórtico de arcarias sobre colunas compactas ou geminadas, que cumpriram uma importante função na vida urbana medieval (San Esteban). As catedrais leonesas de Zamora e vieja de Salamanca, assim como a Colegiata de Toro, caracterizam-se por suas peculiares cúpulas.
Em algumas zonas, houve uma verdadeira febre construtiva (do românico palentino há mais de seiscentas igrejas catalogadas). Também há um românico civil (ou melhor, militar, como as muralhas de Ávila e castelos como os de Pedraza ou Sepúlveda). Tal esforço só pode ser entendido como consequência da pujança da sociedade dos reinos cristãos, capazes inclusive de extrair recursos (pago de parias) dos divididos reinos taifas. A oscilante fronteira da reconquista nos séculos XI e XII faz com que o românico possa encontrar-se, fundamentalmente, na metade setentrional da Península Ibérica.
No século XIII, algumas igrejas alternam o estilo românico com o nascente gótico.

## Arquitetura gótica

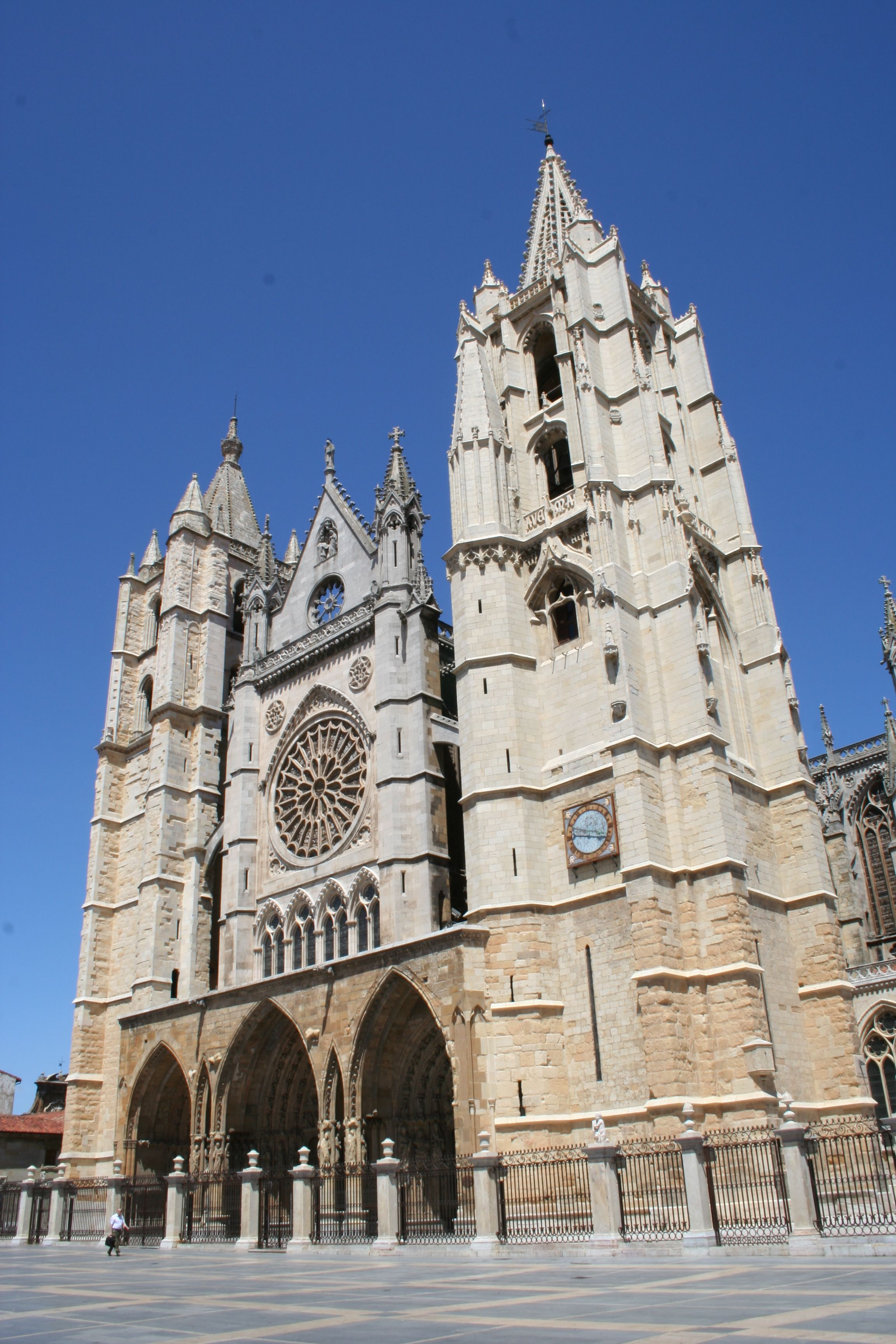
Catedral de Leão

O estilo gótico teve início, em Espanha, devido à crescente comunicação e influência da Europa central e do norte durante o século XII, quando o românico tardio alternava com um estilo de transição, como é a arquitetura cisterciense, e com algumas expressões de gótico puro, como a Catedral de El Salvador de Ávila; esta e a Catedral de Santa María e San Julián de Cuenca são as mais precoces do estilo. O gótico pleno chega com toda a sua força através dos Caminhos de Santiago, no século XIII, com a criação de algumas das catedrais góticas mais puras, de influência francesa: as catedrais de Burgos, Leão e Toledo. Depois do século XIII, o estilo desenvolve, com variantes locais, como o gótico levantino e o gótico isabelino.
O gótico levantino, que floresce no século XIV é caracterizado pelos seus feitos estruturais e a unificação do espaço, sendo as suas obras principais a Catedral de Santa Maria de Palma de Maiorca, a Lonja de la Seda, em Valência e a Igreja de Santa Maria do Mar, em Barcelona. Guillermo Bofill realizou na Catedral de Gerona algo arriscado, ao unificar as 3 naves da cabeceira em uma só.
Na Castela do século XV, a estreita relação comercial e política com o norte da Europa chama arquitetos, como Juan de Colonia, Simón de Colônia, Hanequín de Bruselas, Juan Guas, Enrique Egas que criam escola adaptando-se à sensibilidade local. O trabalho continua nas últimas grandes catedrais góticas (Sevilha, Nova de Salamanca e Segóvia. O gótico isabelino, chamado assim por coincidir com o reinado dos Reis Católicos, supõe uma transição ao renascimento, mas ao mesmo tempo uma forte resistência em permanecer com os princípios tradicionais. As suas obras-primas são o Mosteiro de São João dos Reis, em Toledo, a Capela Real de Granada e a Cartusiana de Miraflores, em Burgos.

## Arquitetura do Renascimento
Na Espanha, o Renascimento começou unido às formas góticas nas últimas décadas do século XV. O estilo começou a estender-se, sobretudo, nas mãos de arquitetos locais: é a razão de um estilo renascentista especificamente espanhol, que reuniu a influência da arquitetura do sul de Itália, às vezes proveniente de livros ilustrados e pinturas, com a tradição gótica e a idiossincrasia local. O novo estilo chama-se plateresco, devido às fachadas decoradas em excesso, que recordam aos intrincados trabalhos dos plateros. Ordens clássicas e motivos de castiçais (candelieri) combinam-se com liberdade em conjuntos simétricos.

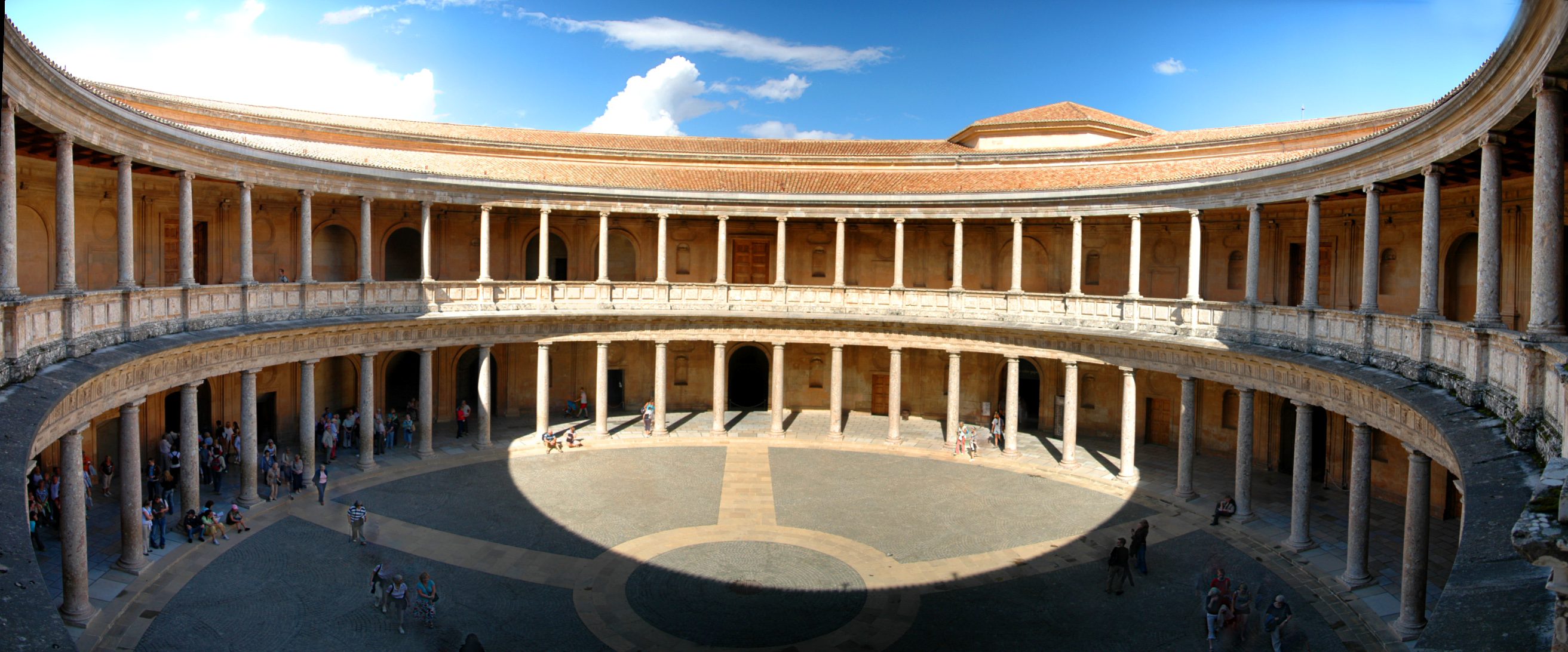
Palácio de Carlos V em Granada.

Neste contexto, o Palácio de Carlos V realizado por Pedro Machuca, em Granada, atingiu em grau inesperado dentro do renascimento mais avançado da época. O palácio pode ser definido como uma antecipação ao Maneirismo, devido ao seu domínio da linguagem clássica e seus êxitos estéticos rupturistas. Foi construído antes das principais obras de Miguel Angelo e Palladio. Sua influência foi muito limitada e mal entendida, as formas platerescas se impuseram no panorama geral.

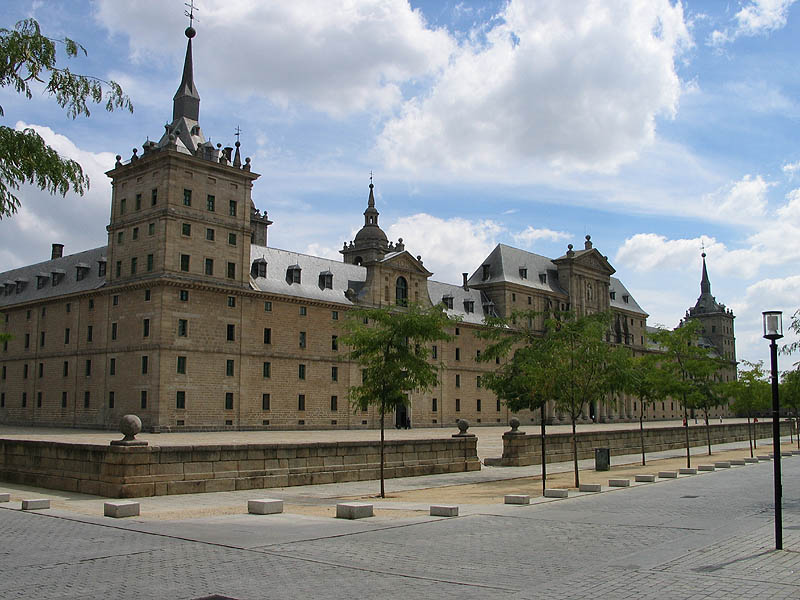
Mosteiro de El Escorial.

Segundo passavam as décadas, a influência gótica desaparece e a busca de um classicismo ortodoxo alcançou níveis muito altos. Ainda que o plateresco seja um termo usado habitualmente para definir à maioria da produção arquitetônica do final do século XV e primeira metade do século XVI, alguns arquitetos adquiriram um gosto mais sóbrio, como Diego de Siloé e Rodrigo Gil de Hontañón. Exemplos de plateresco são as fachadas da Universidade de Salamanca e do Hospital San Marcos de León.
O cume do renascimento espanhol está representado pelo Real Monasterio de El Escorial, realizado por Juan Bautista de Toledo e Juan de Herrera, no que uma aderência excessiva à arte da antiga Roma foi superado pelo estilo extremamente sóbrio. A influência dos telhados flamencos, o simbolismo da escassa decoração e o preciso corte do granito estabeleceram a base para um estilo novo, o herrerianismo.
Com um estilo mais próximo ao maneirismo, o século se fecha com arquitetos como Andrés de Vandelvira (Catedral de Jaén).

## Arquitetura barroca
Quando as influências barrocas italianas chegaram à Espanha, gradualmente substituíram no gosto popular ao sóbrio gosto classicista que havia estado em moda desde o século XVI. Já em 1667, as fachadas da Catedral de Granada de Alonso Cano e a de Jaén de Eufrasio López de Rojas indicam a facilidade de sua interpretação à maneira barroca dos motivos tradicionais das catedrais espanholas.

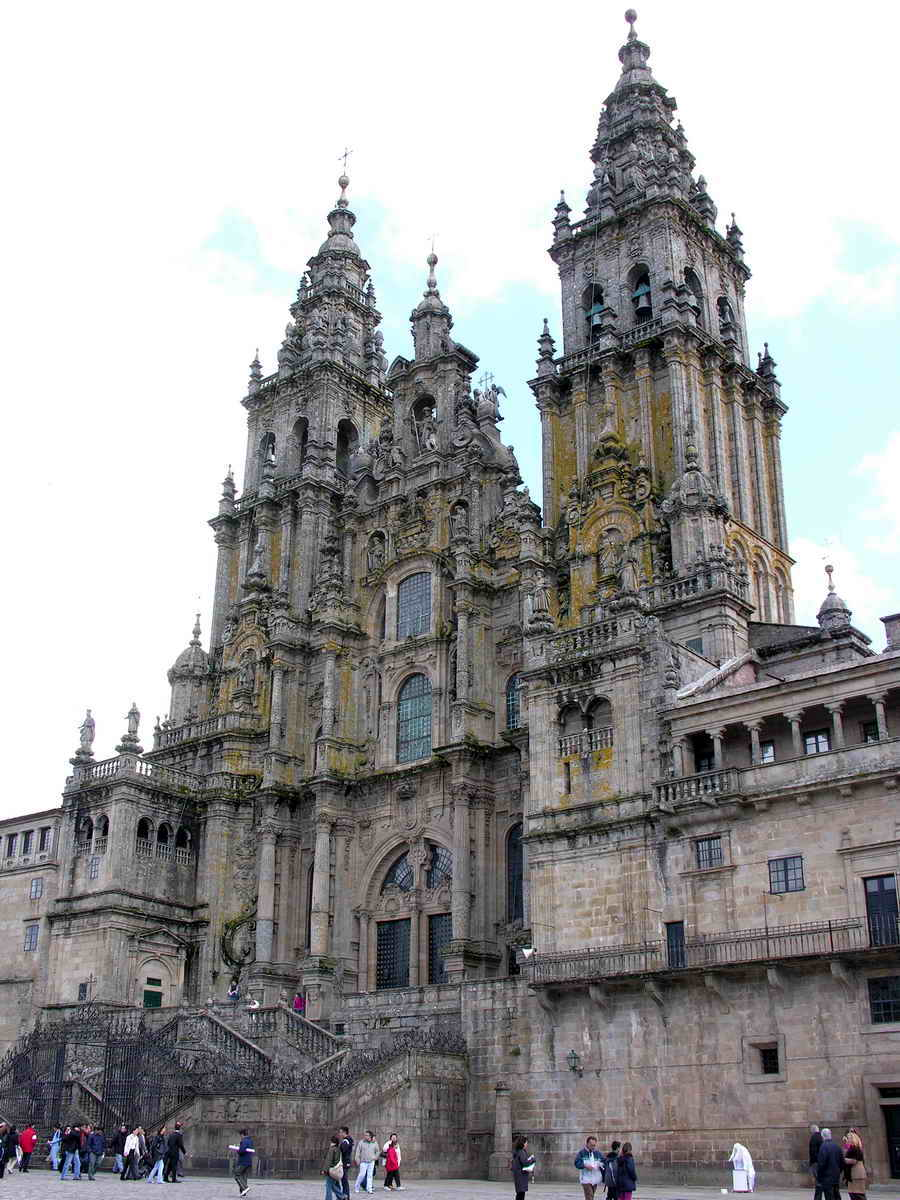
Fachada do Obradoiro da Catedral de Santiago de Compostela

O barroco local manteve raízes em Herrera e na construção tradicional em ladrilho, desenvolvida em Madri ao longo do século XVII (Plaza Mayor e Ayuntamiento de Madrid).
Em contraste ao barroco da Europa setentrional, a arte espanhola da época busca agradar aos sentidos mais que ao intelecto. A família Churriguera, que se especializou em altares e retábulos, se rebelou contra a sobriedade do classicismo herreriano e promoveu um estilo intrincado, exagerado e quase caprichoso de decoração superficial, conhecido como Churrigueresco. Em meio século, converteram Salamanca em uma cidade churrigueresca exemplar.
A evolução do estilo passou por três fases. Entre 1680 e 1720, os Churriguera popularizaram a mescla de coluna salomônica de Guarini e a ordem composta, conhecido como «ordem suprema». Entre 1720 e 1760, a coluna churrigueresca ou espique, em forma de cone ou obelisco invertido, estabeleceu-se como elemento principal da decoração ornamental. Os anos de 1760 a 1780 veio um deslocamento gradual do interesse desde o movimento retorcido e excessivo da ornamentação fazia o equilíbrio e a sobriedade do neoclássico.
Duas das mais espectaculares criações do barroco espanhol são as fachadas da Universidade de Valladolid (Diego Tomé e seu irmão Narciso Tomé, 1715) e do Hospício de San Fernando em Madri (Pedro de Ribera, 1722), cuja extravagância curvilínea parece anunciar a Antoni Gaudí e o modernismo. Neste caso e em muitos outros, o desenho inclui o jogo de telhados e elementos decorativos com pouca relação com a estrutura e função. Todavia, o barroco churrigueresco oferece alguma das combinações de luz e espaço mais espetaculares, como na Cartuja de Granada, considerada a apoteose do churrigueresco aplicado a espaços interiores, e o «transparente» da Catedral de Toledo de Narciso Tomé, onde escultura e arquitetura se integram para conseguir um efeito dramático da luz.

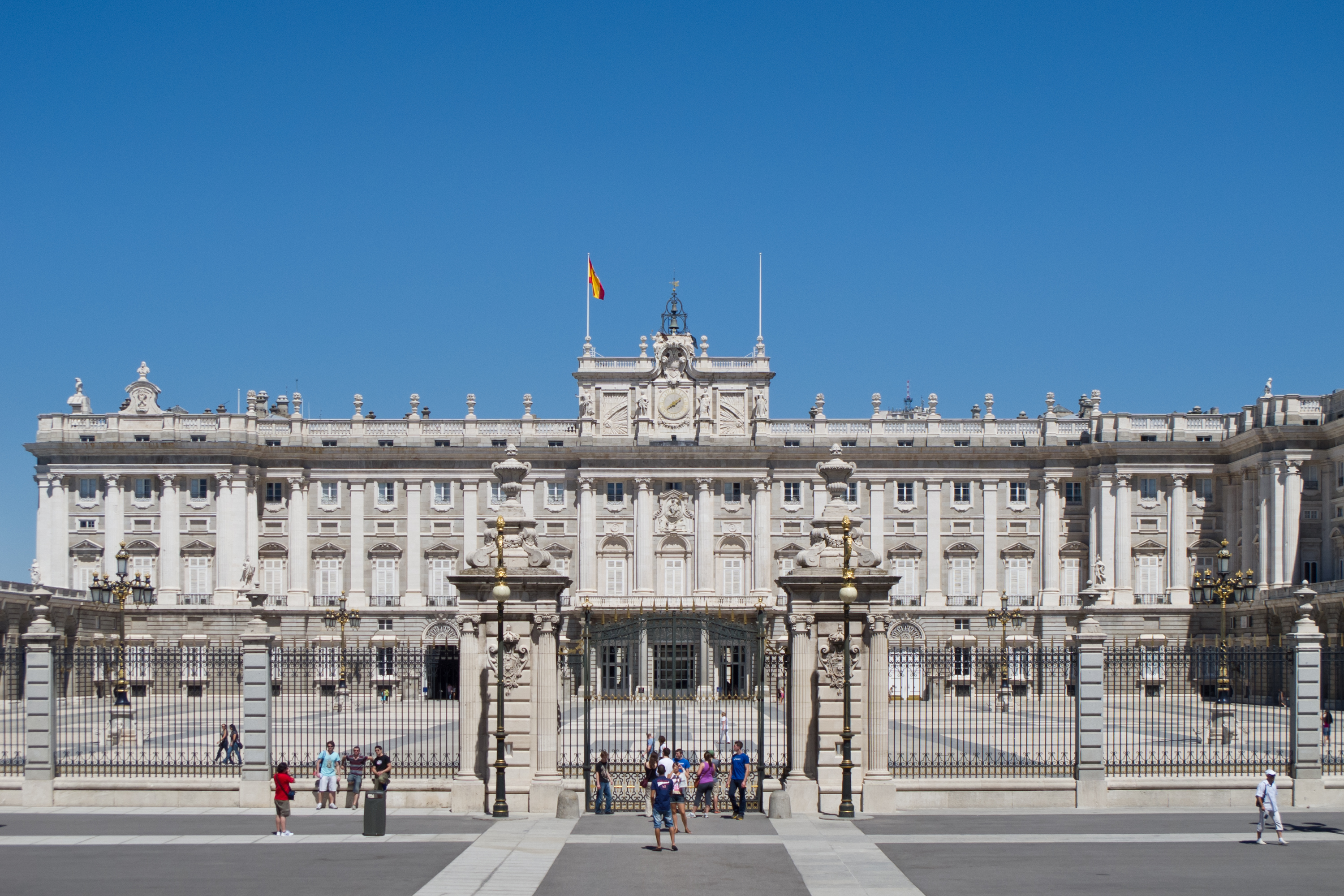
Palácio Real de Madrid

O Palácio Real de Madrid e as construções do Paseo del Prado (Salão do Prado e Puerta de Alcalá) também em Madri, merecem ser mencionados. Foram construídos no sóbrio barroco internacional, ao menos confundido com o neoclássico, pelos reis da Casa de Bourbon Felipe V e Carlos III. Os palácios reais de La Granja de San Ildefonso, em Segóvia, e o de Aranjuez, em Madri, são bons exemplos da integração de arquitetura e jardins do barroco, com notável influência francesa (La Granja é conhecida como o «Versalles español»), mas com concepção espacial local, que de alguma maneira mostra herança da ocupação muçulmana.
O rococó foi introduzido na Espanha por primeira vez na Catedral de Múrcia, em 1733, em sua fachada ocidental. Também na zona levantina, se destaca a exuberante decoração da porta do palácio do Marquês de Duas Águas em Valência, desenhada pelo pintor e gravador Hipólito Rovira (1740-1744). O melhor representante do estilo foi o mestre espanhol Ventura Rodríguez, responsável da Santa Capela da Virgem do Pilar (1750) no interior do templo de Nuestra Señora del Pilar em Zaragoza.

## Arquitetura colonial

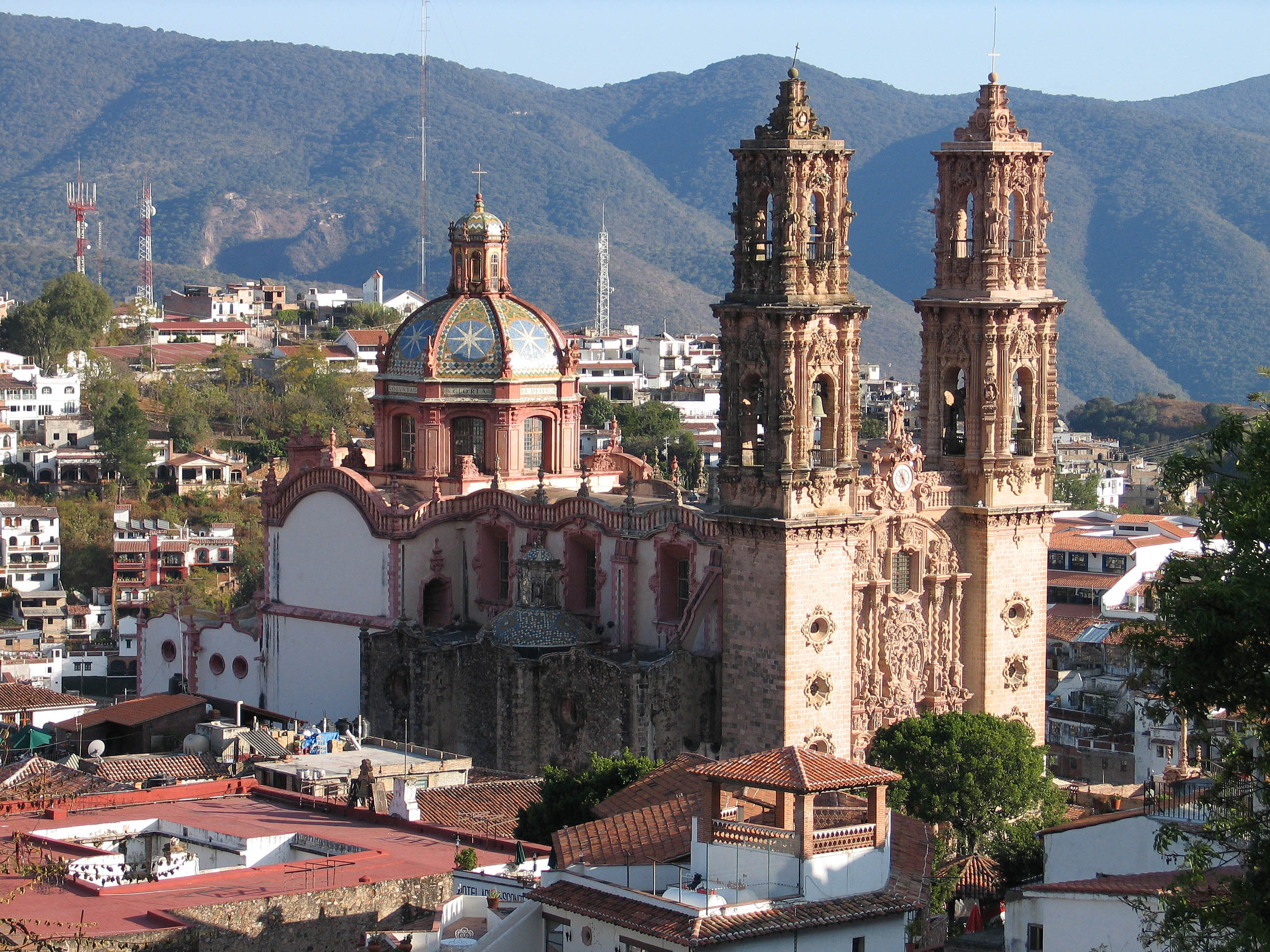
Igreja de Santa Prisca, em Taxco: churrigueresco mexicano.

A combinação de influências decorativas nativas do continente americano e dos árabes, com uma interpretação extremamente expressiva do churrigueresco, poderia explicar a variedade e intensidade do barroco nas colônias americanas da Espanha. Ainda mais que em seu equivalente espanhol, o barroco americano desenvolveu-se como estilo de decoração do estuque. Fachadas com torres gêmeas, em muitas catedrais nas Américas do século XVII, têm raízes medievais. O barroco pleno só aparece em 1664, quando os jesuítas construíram o seu santuário, na Praça de Armas, em Cusco.
O barroco peruano é especialmente exuberante, evidência disso é o Mosteiro de São Francisco, em Lima (1673), que mostra uma fachada escura e muito intrincada entre as torres gêmeas de pedra local amarela. Ainda que o barroco rural das missões jesuíticas (estâncias) em Córdova (Argentina) seguiram o modelo de Il Gesù, estilos provinciais «mestiços» apareceram em Arequipa, Potosí e La Paz. No século XVIII os arquitetos da região se inspiraram na arte mudéjar da Espanha medieval. O estilo de fachada do barroco tardio surge pela primeira vez na Igreja de Nuestra Señora de La Merced em Lima (1697-1704). De forma similar, na Igreja de La Compañía, em Quito (1722-65), a fachada parece um retábulo ricamente esculpido com um excesso de colunas salomônicas.
Ao norte, a província mais rica do século XVIII, Nova Espanha, o atual México, produziu uma arquitetura fantasticamente extravagante e visualmente frenética que é o churrigueresco mexicano. Este estilo ultrabarroco culmina nos trabalhos de Lorenzo Rodríguez, cuja obra mestra é o Sagrário Metropolitano na Cidade do México (1749-69). Outros exemplos notáveis são encontrados em povoados remotos de mineiros. Por exemplo, o santuário de Ocotlán (iniciado em 1745) é uma catedral barroca de primeira ordem, cuja superfície está coberta de lajotas vermelhas brilhantes que contrastam com uma abundância de ornamentos comprimidos, aplicados generosamente na entrada e nos lados das torres. A autêntica capital do barroco mexicano é Puebla, onde a abundância de lajotas pintadas à mão e pedras locais cinza levaram a uma evolução muito pessoal e localizada do estilo, com um pronunciado sotaque indígena.

## Arquitetura neoclássica

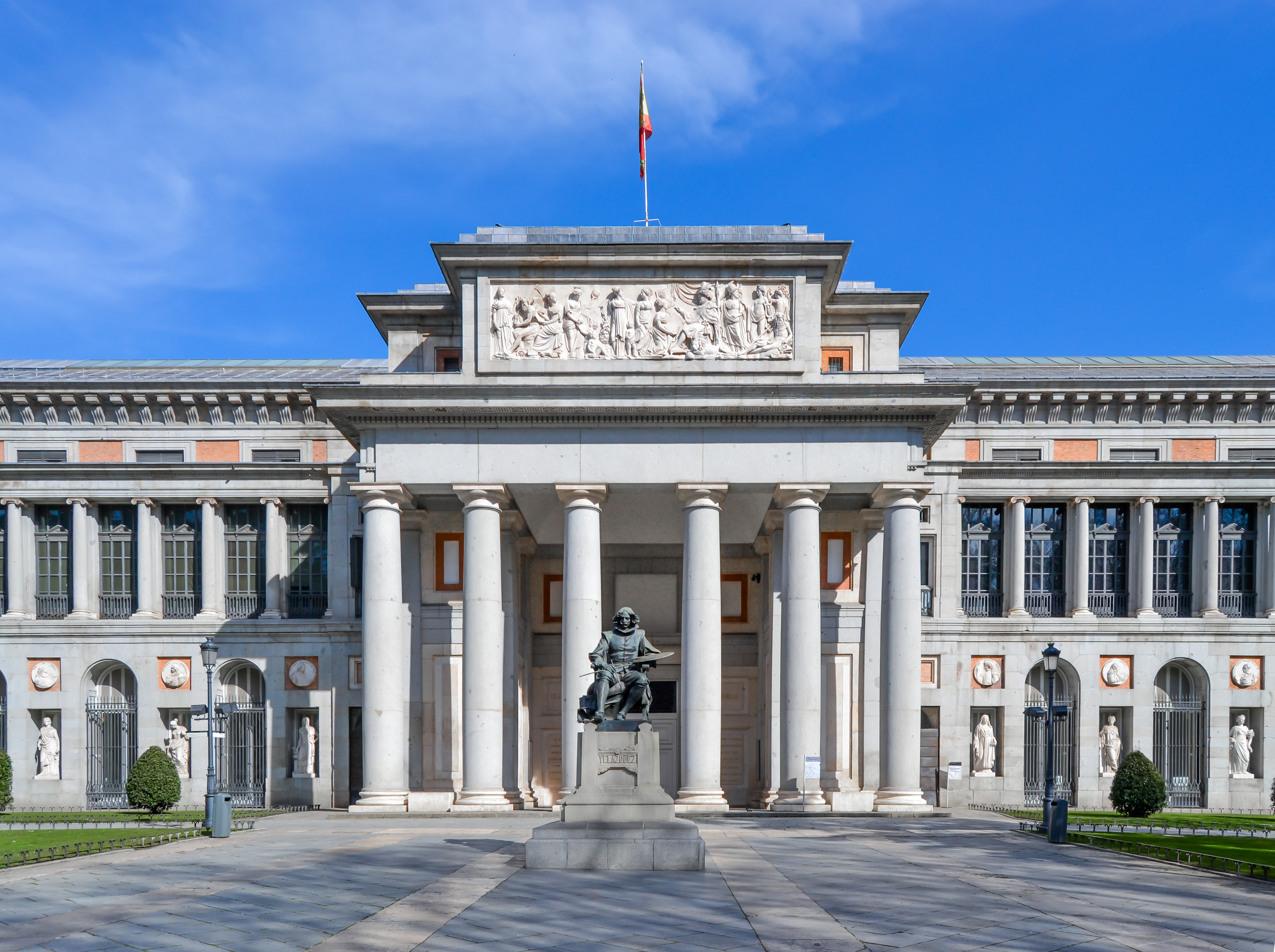
Museu do Prado, de Villanueva

Os postulados extremamente intelectuais do neoclássico tiveram menos êxito em Espanha do que no barroco, mais expressivo. O neoclássico espanhol expandiu-se a partir da Real Academia de Belas-Artes de São Fernando, fundada em 1752. A sua principal figura, Juan de Villanueva, adaptou as ideias de Edmund Burke sobre a beleza e o sublime aos requisitos do clima e da história locais. Construiu o Museu do Prado (que, no início, iria exercer funções de um Gabinete de Ciências), combinando 3 elementos: uma academia, um auditório e um museu, em um edifício com três entradas separadas. O Museu do Prado fazia parte do programa de Carlos III, que pretendia converter a Espanha na capital das artes e das ciências. Próximo do museu, Villanueva construiu o observatório astronómico dos Jardins do Retiro de Madrid e do Real Jardim Botânico de Madrid, todo ele no conjunto do eixo do Paseo del Prado, com suas emblemáticas fonte de Neptuno e fonte de Cibeles (desenhadas por Ventura Rodríguez) e cercado pelo Hospital e Real Colégio de Cirurgia de São Carlos. Também desenhou algumas das residências de verão dos reis de El Escorial e Aranjuez e reconstruiu Plaza Mayor, de Madrid, entre outras obras importantes. Os discípulos de Villanueva, Antonio López Aguado e Isidro González Velázquez, disseminaram o estilo pelo centro do país.

## O século XIX

### O ecletismo

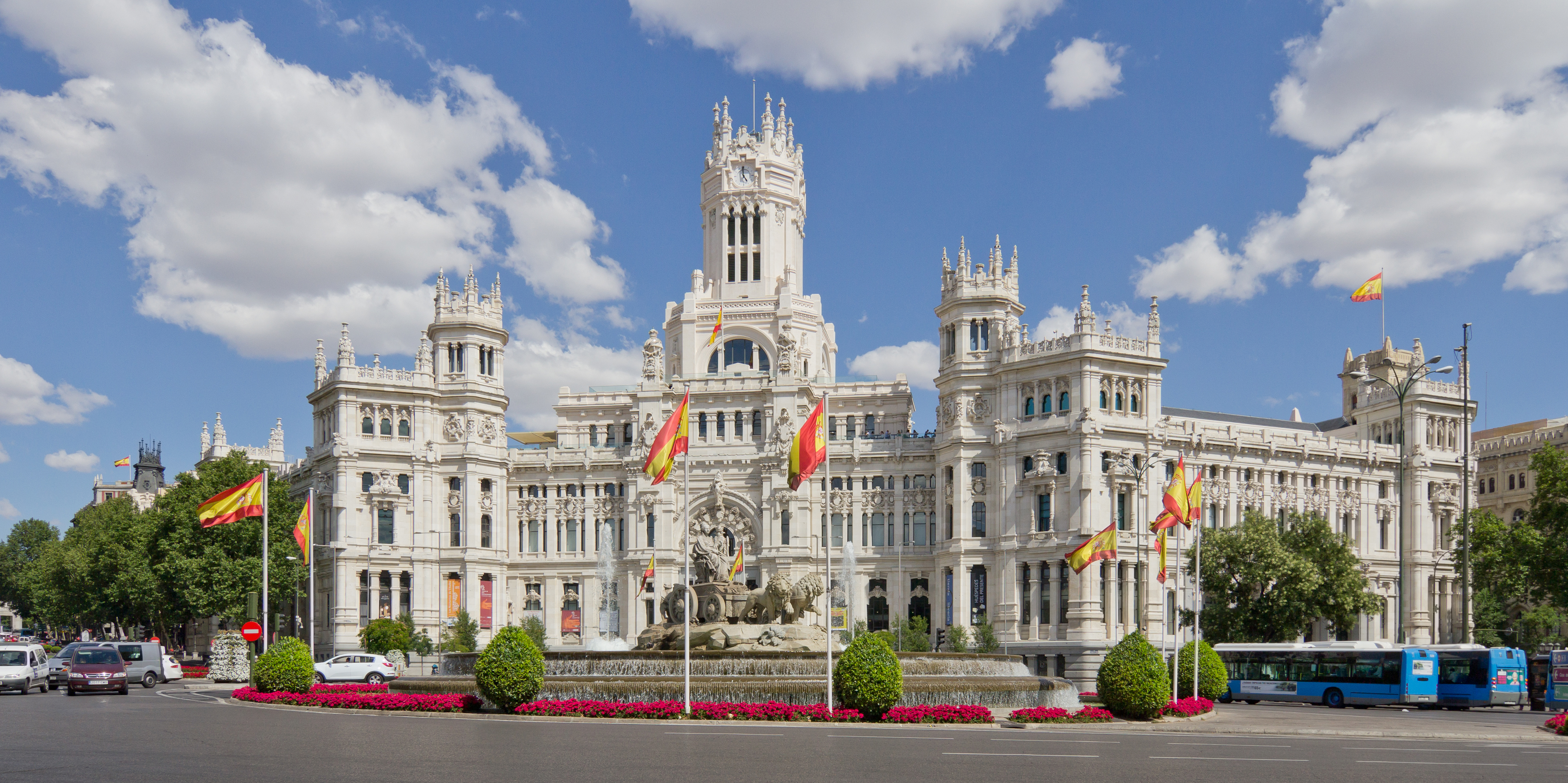
Palácio das Comunicações, em Madrid

A arquitetura eclética é aquela que combina vários estilos em um só edifício, sem seguir uma só Ordem arquitetónica. Esta corrente chegou a Espanha nos últimos anos do século XIX. Um dos edifícios ecletistas mais importantes é o Palácio das Comunicações, em Madrid, desenhado por Antonio Palacios e Joaquín Otamendi. Foi inaugurado em 1909.

### Historicismo
Vindo de outros países da Europa, chegou, no século XIX, o historicismo, cujos estilos mais destacados são o neogótico e o neorromânico. Do neogótico é de destacar o Palácio Episcopal de Astorga e o Palácio de Sobrellano, em Comillas, a fachada da Catedral de Santa Eulália de Barcelona, a Catedral de São Cristóbal da Laguna, em Tenerife e a Catedral do Espírito Santo de Tarrasa. Do neorromânico, menos influente do que o anterior, são de mencionar a cripta da Catedral de Santa Maria a Real de Almudena e a Basílica de Nossa Senhora de Covadonga, nas Astúrias.
Nos finais do século XIX, um novo movimento arquitetônico surge em Madri: um ressurgimento da arquitetura mudéjar, o neomudéjar, que de seguida se expande a outras regiões. Arquitetos como Emilio Rodríguez Ayuso viam a arte mudéjar como um estilo exclusivo e característico de Espanha. Começaram a ser construídos edifícios empregando algumas das características do antigo estilo, como o emprego de ornamentação abstrata em tijolo para as fachadas. Ficou também popular na construção de praças de touros e outros edifícios públicos, mas usou também na construção de vivendas, devido ao uso de materiais de baixo custo, principalmente o tijolo nos exteriores. É de destacar a portada da Catedral de Santa Maria de Teruel e a Escalinata, na mesma cidade, obra de Aniceto Marinas, e a Praça de Touros de Las Ventas, em Madri.

### Arquitetura do vidro e do ferro
Em imitação do Palácio de Cristal, construído em Londres para a Grande Exposição de 1851, também se construíram  palácios de cristal em Espanha. Os dois exemplos mais notáveis são o Palácio de Cristal de la Arganzuela e o Palácio de Cristal del Retiro, em Madrid.

## O século XX

### Modernismo

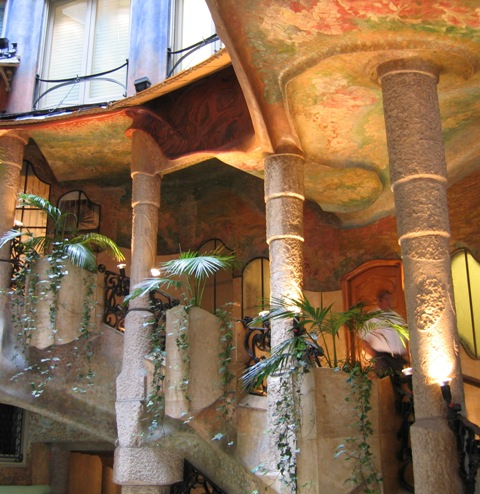
Interior da Casa Milà (La Pedrera), de Antoni Gaudí

Na Espanha, o modernismo teve seu centro em Barcelona. Quando a cidade de Barcelona ampliou-se para além de seus limites históricos, resultando em Eixample de Ildefonso Cerdá), no que se desenvolverá no chamado modernismo catalão ou modernisme. O modernisme rompeu com estilos anteriores e empregou para sua inspiração formas orgânicas, igual ao que era feito no Art Nouveau, na França e ao Jugendstil na Alemanha. O arquiteto mais famoso é Antoni Gaudí, cuja obra em Barcelona (os mais conhecidos A Sagrada Família, o Parque Güell, a Casa Milà e a Casa Batlló) e em outros lugares da Espanha (Capricho de Gaudí, Casa Botines e Palácio Episcopal de Astorga) mescla a arquitetura tradicional com outros estilos novos, sendo precursor da arquitetura moderna. Outros arquitetos catalães notáveis da época foram Lluís Domènech i Montaner e Josep Puig i Cadafalch.
O modernismo também teve desenvolvimento em outras cidades da Catalunha, como Tarrasa (Masia Freixa e Vapor Aymerich, Amat i Jover) e Reus (Casa Navàs), e do resto da Espanha, como Teruel (Casa de Tejidos el Torico ou Casa Ferrá), Zaragoza (Casino Mercantil ou Quiosque de música do Parque Primo de Rivera) ou Comillas, onde, a parte do Capricho de Gaudí, pode-se admirar a Universidad Pontificia Comillas.

### Arquitetura moderna

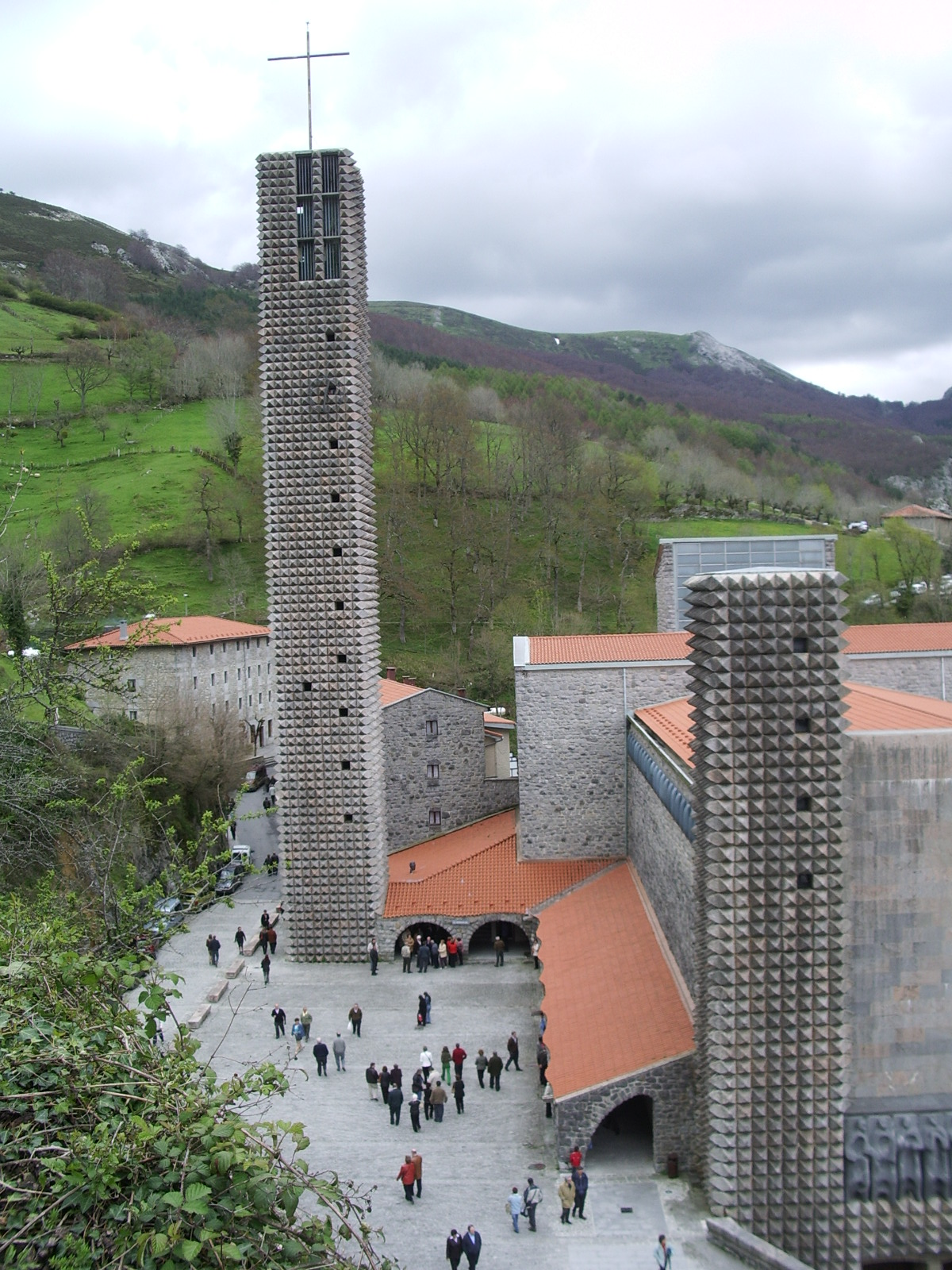
Santuário de Aránzazu, de Francisco Javier Sáenz de Oiza

A criação em 1928 do grupo GATCPAC em Barcelona, seguido da criação do GATEPAC (1930) por arquitetos, principalmente de Zaragoza, Madri, San Sebastián e Bilbao, estabeleceu dois grupos de jovens arquitetos que seguiam os ditados da arquitetura moderna na Espanha. Josep Lluís Sert, Fernando García Mercadal, José Manuel Aizpúrua e Joaquín Labayen entre outros, se organizaram em três grupos regionais. Outros arquitetos exploraram o estilo moderno desde pontos de vista particulares: Casto Fernández Shaw com seu trabalho visionário, quase todo em papel, Josep Antoni Coderch, com sua integração da vivenda mediterrânea e os conceitos do novo estilo ou Luis Gutiérrez Soto, muito influenciado por tendências expresionistas.

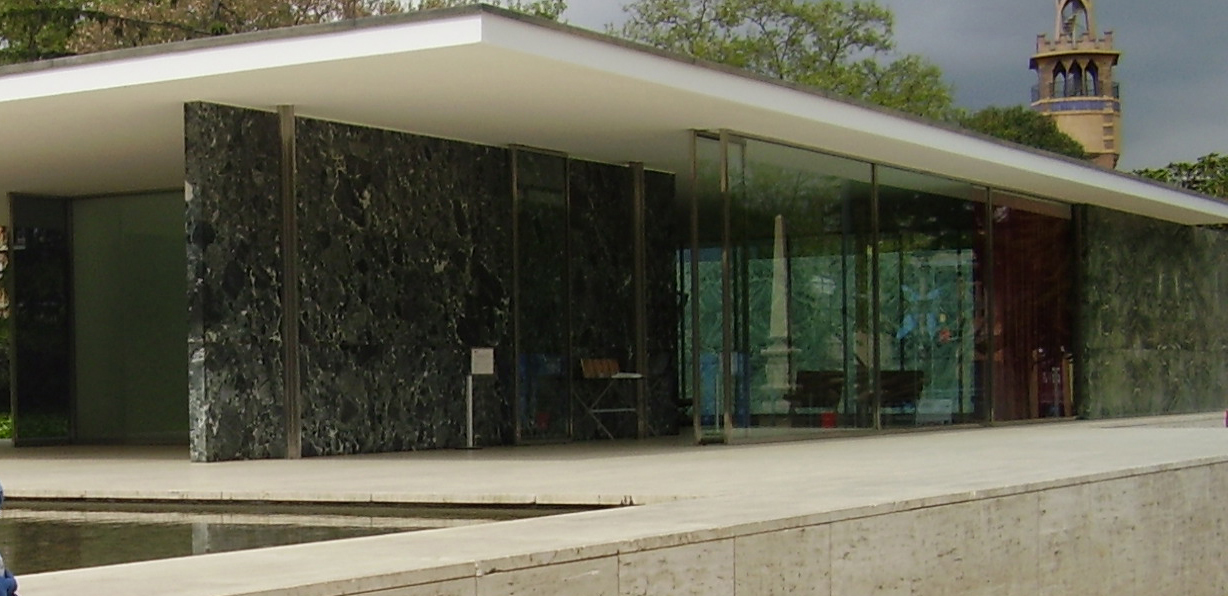
Pabellón alemán (Barcelona), 1929

Na Exposição Mundial de 1929 de Barcelona o Pabellón alemán, desenhado por Mies van der Rohe transformou-se instantaneamente em um ícone; misturando o minimalismo de Mies van der Rohe e noções de fidelidade aos materiais com influências de De Stijl no tratamento dos planos no espaço. O famoso teto paira sobre o espectador, aparentemente sem suportes.

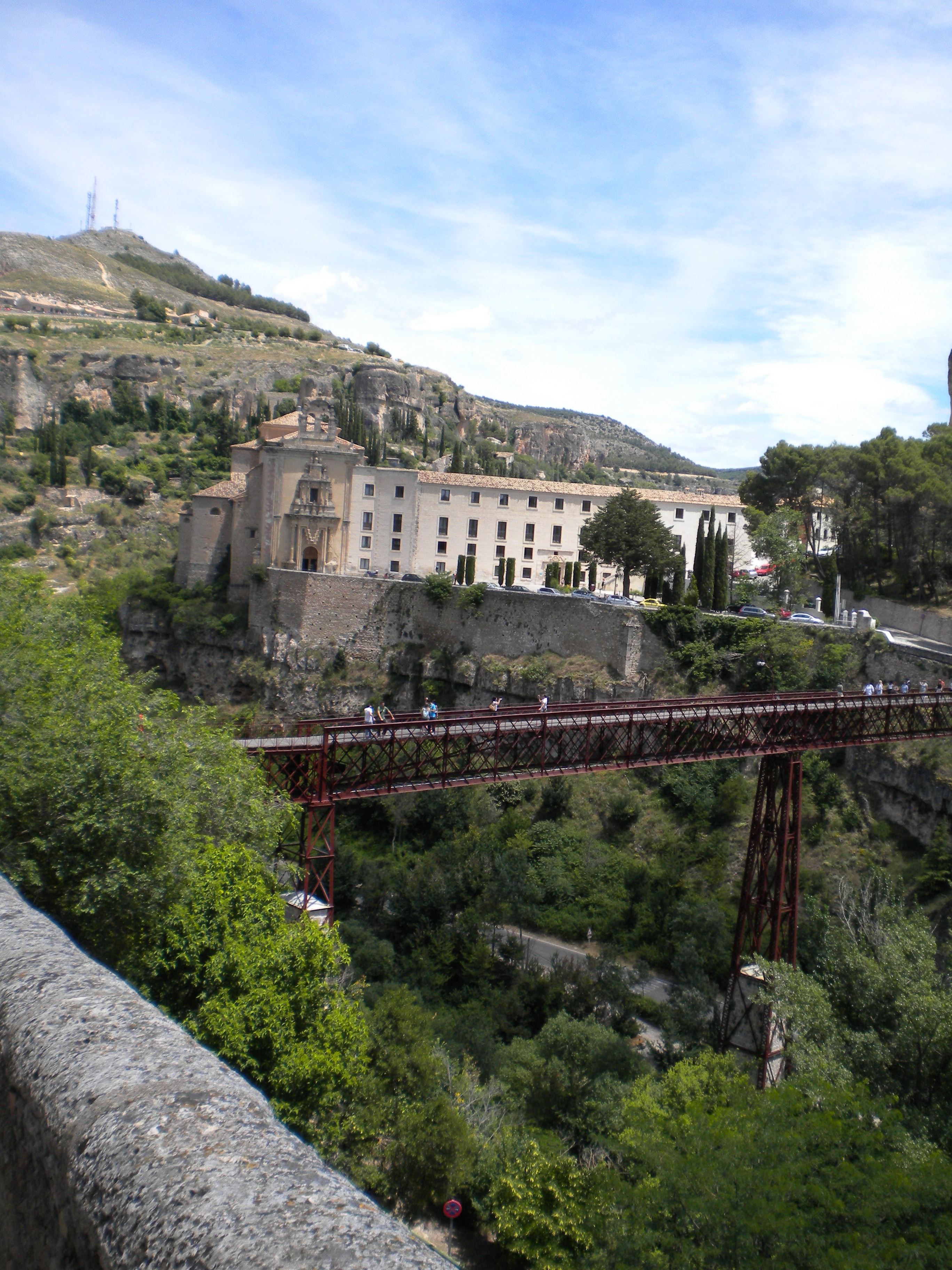
São Paulo em ponte, Cuenca (Espanha).

Durante e depois da Guerra Civil Espanhola e Segunda Guerra Mundial, a Espanha esteve isolada política e economicamente. Como consequência, e ainda devido à preferência de Franco por um «tipo de kitsch nacionalista clássico e mortiço», a criação de arquitetura vanguardista foi suprimida na sua maioria. Todavia, nas obras de alguns arquitetos puderam coexistir a aprovação oficial e o avanço do desenho arquitetônico, como é o caso de Luis Gutiérrez Soto, interessado na tipologia e a distribução racional dos espaços, cuja prolífica obra alterna com facilidade o redescobrimento de estilos históricos com um estilo racionalista, ou os encargos dos Sindicatos Verticais a Francisco de Asís Cabrero. Os sucessos de Luis Moya Blanco na construção de abóbadas de ladrilho também merecem uma menção; seu interesse na construção tradicional em ladrilho o levou a um estudo profundo das possibilidades formais modernas do material, destacando seu uso da abobadilha.   
Nas últimas décadas de vida de Franco, uma nova geração de arquitetos resgatou com força o legado do GATEPAC: Alejandro de la Sota foi pionero nesse novo caminho, e jovens arquitetos como Francisco Javier Sáenz de Oíza, Fernando Higueras e Miguel Fisac, vindos com pressupostos modestos, investigaram nos tipos de morada pré-fabricada e coletiva.

## Arquitetura contemporânea

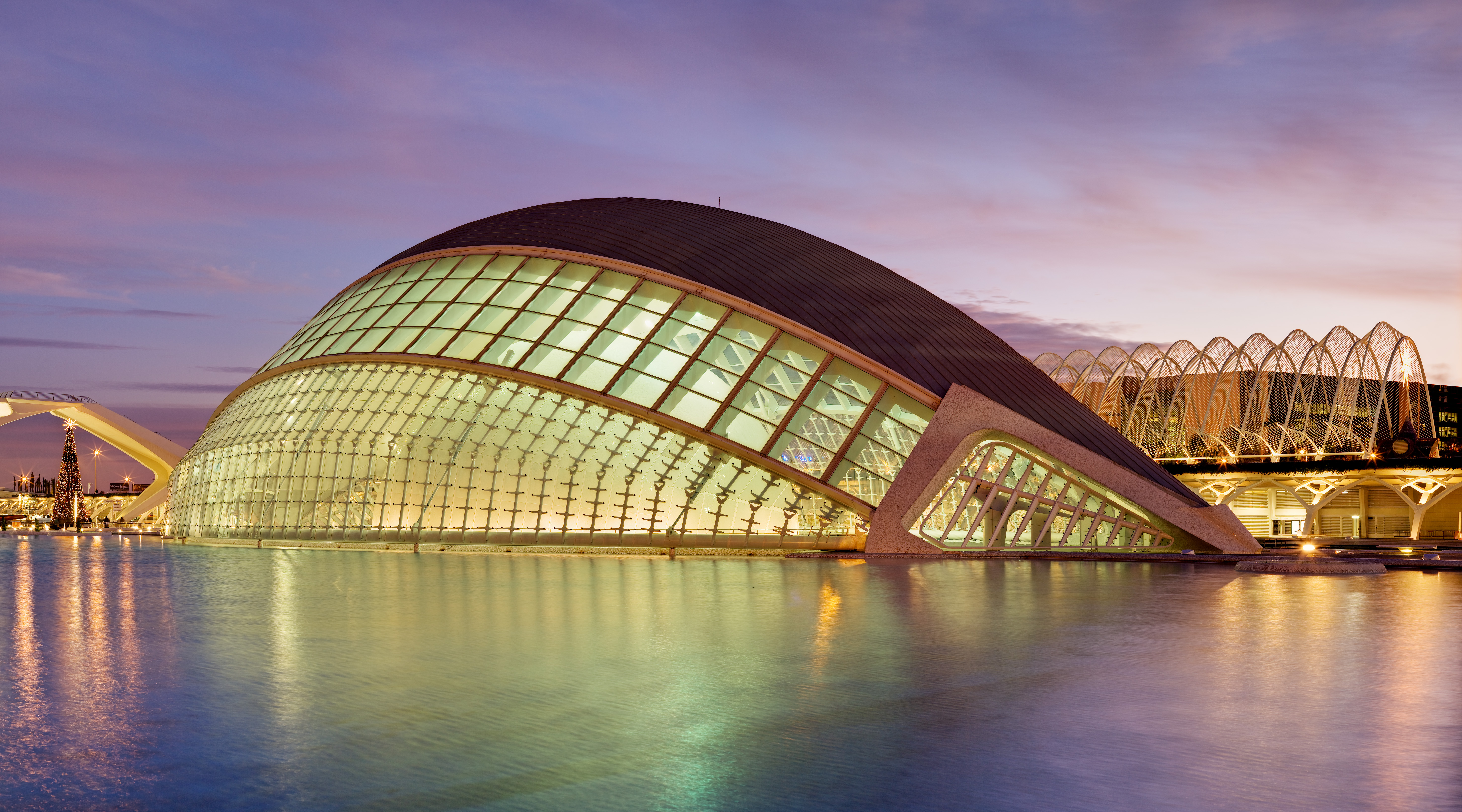
Cidade das Artes e das Ciências em Valência, de Santiago Calatrava

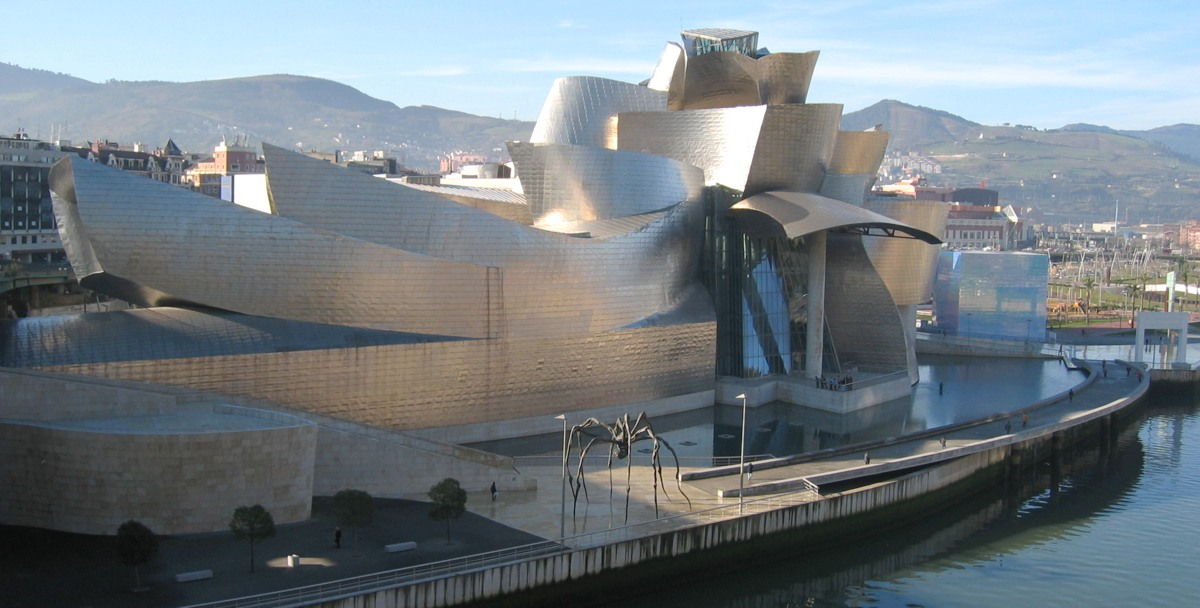
Museu Guggenheim de Bilbao, de Frank Gehry

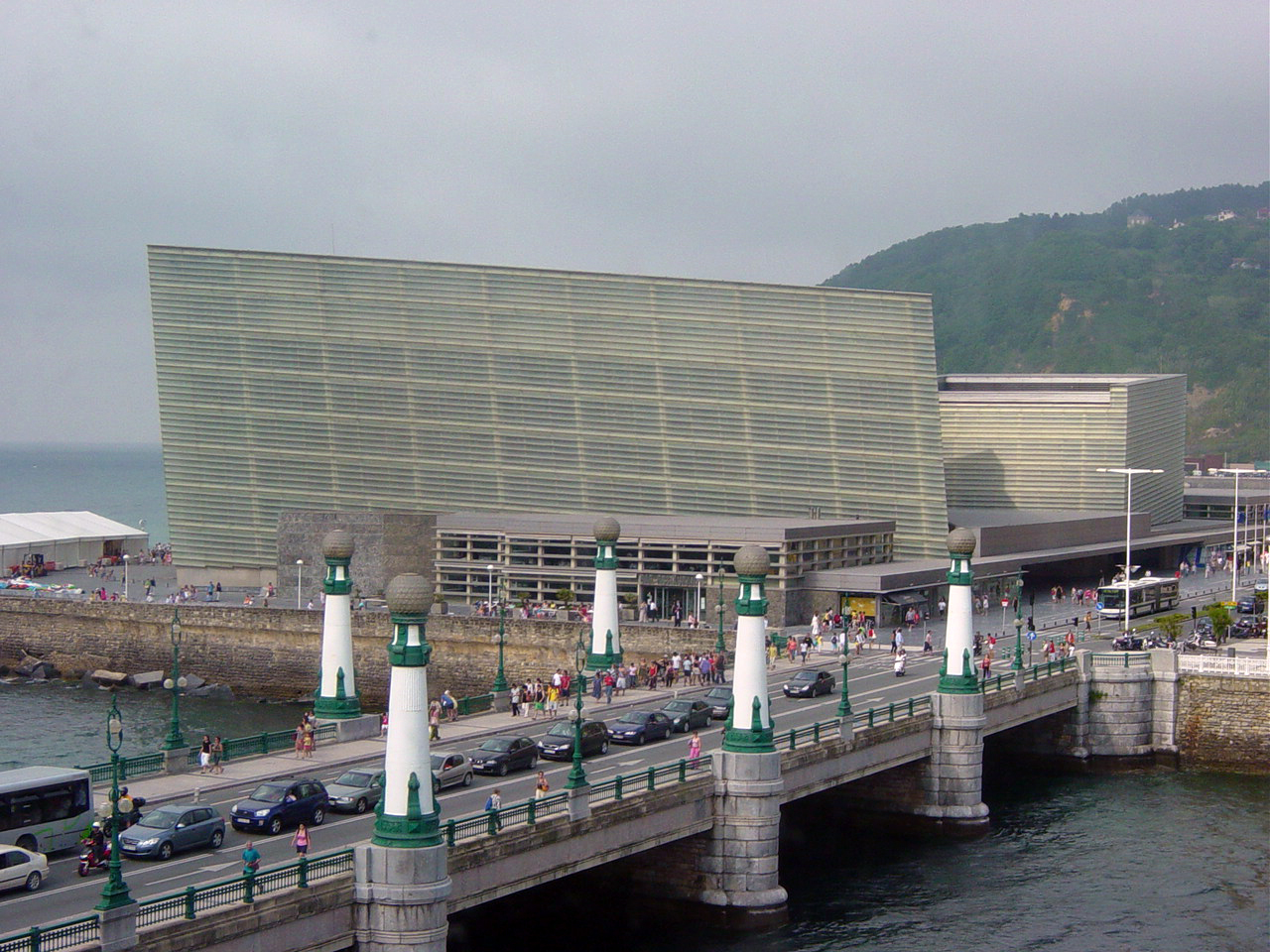
Palácio de Congressos e Auditório Kursaal, de Rafael Moneo (San Sebastián)

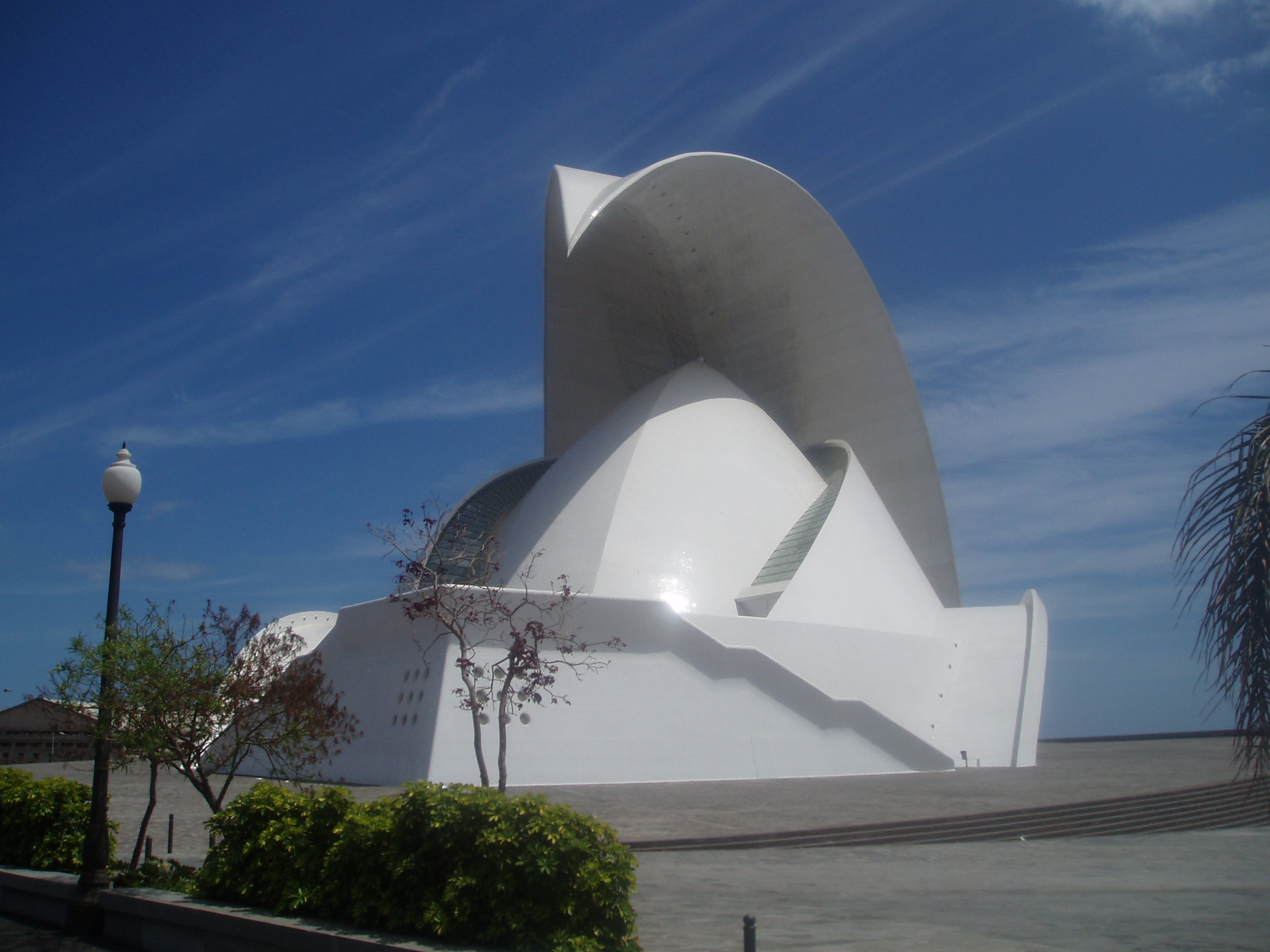
Auditório de Tenerife (Santa Cruz de Tenerife).

A morte de Franco e a volta da democracia trouxeram um novo otimismo arquitectônico ao país, em finais da década de 1970 e na década de 1980. O regionalismo crítico  converteu-se na escola dominante na arquitectura. O fluxo de financiamento proveniente da União Europeia, o turismo e uma economia próspera, foram um campo fértil para a arquitetura espanhola. Uma nova geração de arquitetos emergiu, entre os quais Enric Miralles, Carme Pinós, e o arquiteto e engenheiro Santiago Calatrava. Os Jogos Olímpicos de Barcelona e a Expo de Sevilha, ambos em 1992, impulsionaram internacionalmente ainda mais a reputação de Espanha. Em reconhecimento do apoio à arquitetura realizado pela cidade de Barcelona, o Royal Institute of British Architects entregou-lhe a Royal Gold Medal em 1999, a primeira vez na história que o prémio foi entregue a uma cidade.
Bilbao recorreu à Fundação Solomon R. Guggenheim para construir uma nova galeria, que abriu as suas portas em 1997. Desenhada por Frank Gehry, ao estilo desconstrutivista, o Museu Guggenheim Bilbao tornou-se mundialmente famoso e aumentou, por si só, o prestígio mundial de Bilbao. O êxito do museu em criar uma arquitetura icónica é conhecido na planificação urbana como "efeito Bilbao".

### Arquitetos e engenheiros espanhóis famosos do século XX
- Antoni Gaudí (1852-1926)
- Lluís Domènech i Montaner (1850-1923)
- Secundino Zuazo (1887-1971)
- Antonio Palacios (1874-1945)
- Casto Fernández-Shaw (1896-1978)
- Eduardo Torroja (1899-1961)
- Josep Lluís Sert (1902-1983)

- Josep Antoni Coderch (1913-1984)
- Luis Gutiérrez Soto (1890-1977)
- Alejandro de la Sota (1913-1996)
- Miguel Fisac (1913-2006)

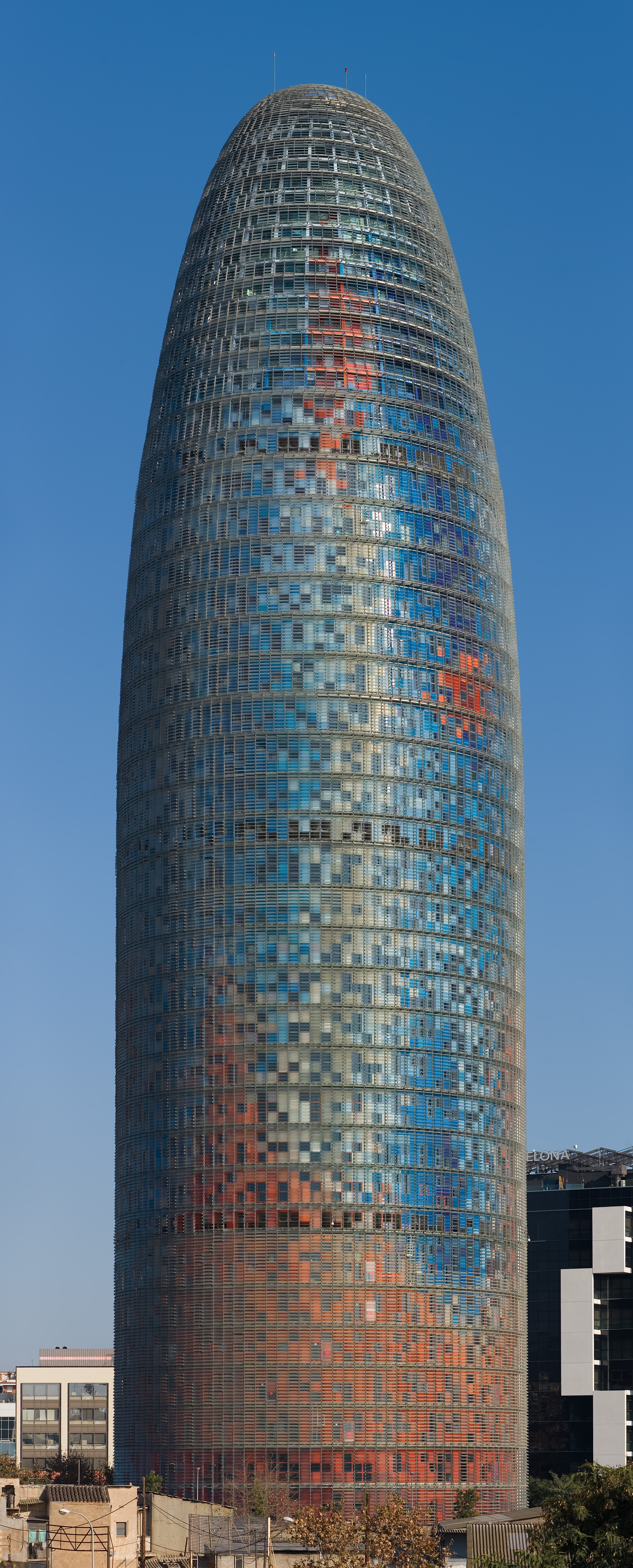
Torre Agbar em Barcelona, de Jean Nouvel.

- Francisco Javier Sáenz de Oiza (1918-2000)
- Julio Cano Lasso (1920-1996)
- Rafael Moneo (1937), Prêmio Pritzker em 1996
- Ricardo Bofill (1939)
- Santiago Calatrava (1951)
- Enric Miralles (1955-2000)
- Alberto Campo Baeza (1946)
- Alejandro Zaera (1963)
- Mansilla y Tuñón Arquitectos, Luis M. Mansilla (1959); Emilio Tuñón (1958)

## No século XXI
Em 2006, o terminal 4 do Aeroporto Madrid-Barajas, de Richard Rogers e Antonio Lamela, ganhou o Prémio Stirling. Em abril de 2007, o MUSAC (Museu de Arte Contemporânea de Castela e Leão), dos arquitetos Emilio Tuñón e Luis M. Mansilla, recebeu o prêmio de arquitectura contemporânea Mies van der Rohe, da União Europeia, (em 2001, o Kursaal (São Sebastião), de Rafael Moneo, já tinha ganho este prêmio).

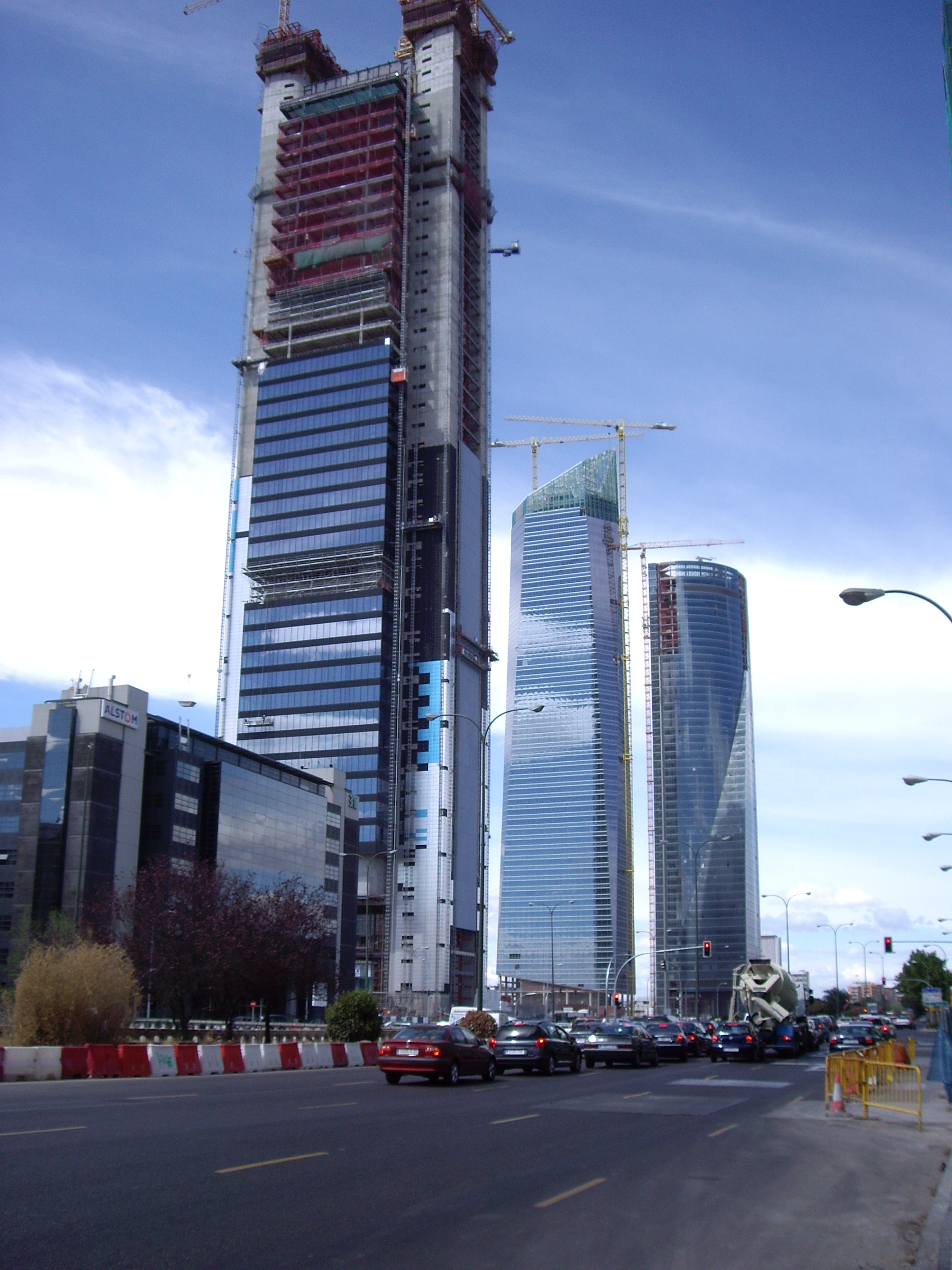
Arranha-céus do complexo empresarial CTBA de Madrid. Imagem em agosto de 2007.

A Torre Agbar é um arranha-céus de Barcelona, realizado pelo arquiteto francés Jean Nouvel. Mede 144,4 metros e tem 38 pisos, incluindo 4 níveis subterrâneos. O seu desenho combina uma série de conceitos arquitetónicos distintos, cujo resultado é uma surpreendente estrutura construída em concreto armado, coberta com uma fachada de vidro e mais de 4 400 janelas cortadas no concreto da estrutura.
De 12 de fevereiro a 1 de maio de 2006, o MoMA, Museu de Arte Moderna de Nova Iorque, dedicou a exposição On-Site: New Architecture in Spain à nova arquitetura na Espanha. O MoMA define a Espanha como um país que se converteu nos últimos anos em um centro internacional de inovação e excelência arquitetônica, como demonstra o feito de que sete prêmios Pritzker (Rafael Moneo, Álvaro Siza, Thom Mayne, Zaha Hadid, Jacques Herzog, Pierre de Meuron, Frank Gehry e Rem Koolhaas) tenham sido selecionados para a exposição. Terence Riley, a cargo do Departamento de Arquitetura e Design do MoMA, que se despediu do museu com esta exposição, comenta:
Não há um estilo espanhol em arquitetura, não existe. Mas o que há, sim, na Espanha atualmente, é uma porcentagem muito elevada de qualidade nos projetos, mais que em nenhum outro lugar do mundo, segundo minha percepção. Na Espanha, se constrói muito, na China ainda mais. Entretanto, mesmo que na China haja algumas propostas interessantes, na Espanha existem muitas.|Terence Riley
Em Madri, estão, em construção, quatro grandes arranha-céus, dos quais o mais alto medirá 250 metros. Este parque empresarial se chamará Cuatro Torres Business Area, e a Torre Caja Madrid, que é a mais alta, foi desenhada por Norman Foster.
O Centro Cultural Internacional Oscar Niemeyer foi inaugurado em 2011 na cidade de Avilés, em Astúrias, tornando-se o único trabalho do arquiteto brasileiro Oscar Niemeyer na Espanha.

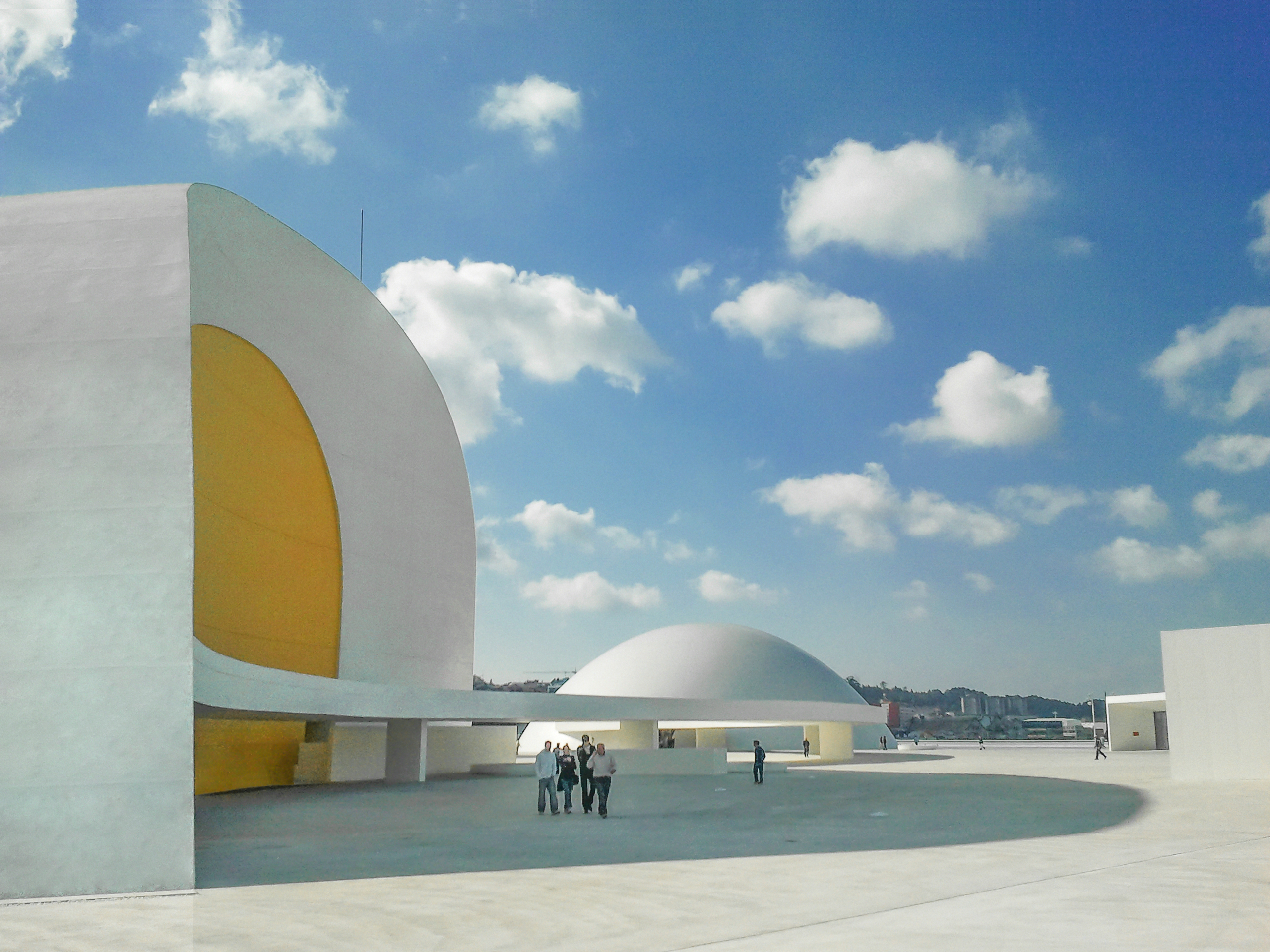
Centro Niemeyer de Astúrias

## Arquitetura popular
Devido às grandes diferenças climáticas e topográficas do país sua arquitetura popular mostra uma grande variedade. Calcário, ardósia, granito, argila (cozida ou não), madeira ou palha são empregadas nas diferentes regiões. Também as estruturas e distribuição espacial variam muito segundo os costumes locais. Algumas dessas construções têm nomes próprios: cortijo, carmen, barraca, caserio, palloza, alcaria, etc.

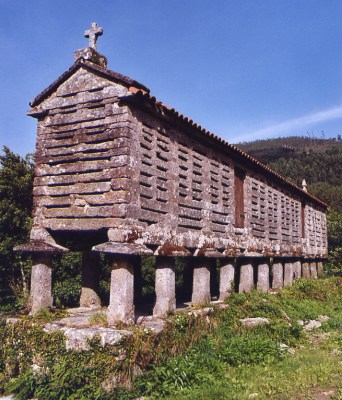
O espigueiro é um celeiro elevado da Galiza e Astúrias. Nesta imagen, aparece um espigueiro galego.
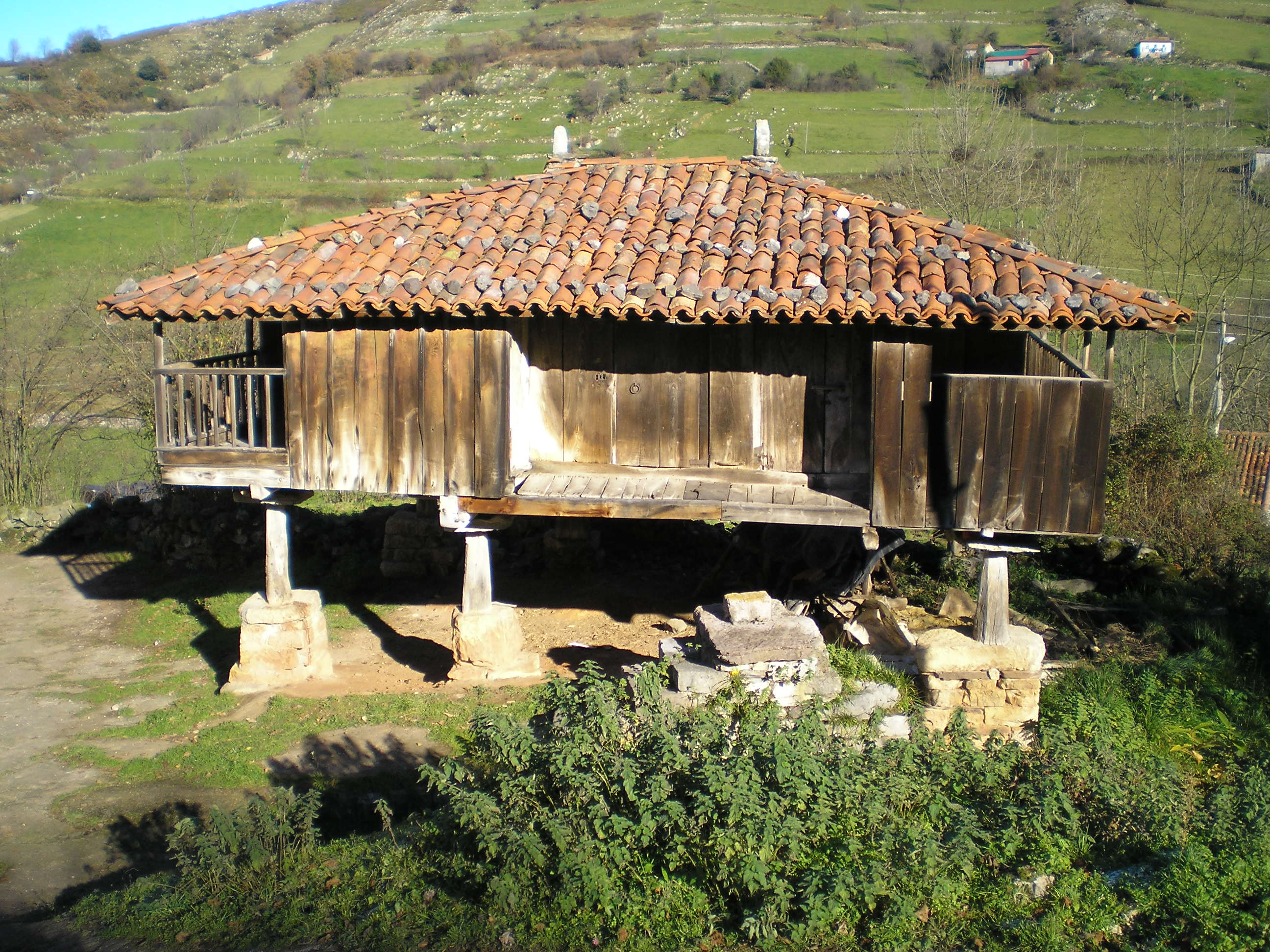
O espigueiro asturiano (neste caso uma panera), tem o telhado em quatro águas, ainda que o galego tenha a duas águas.
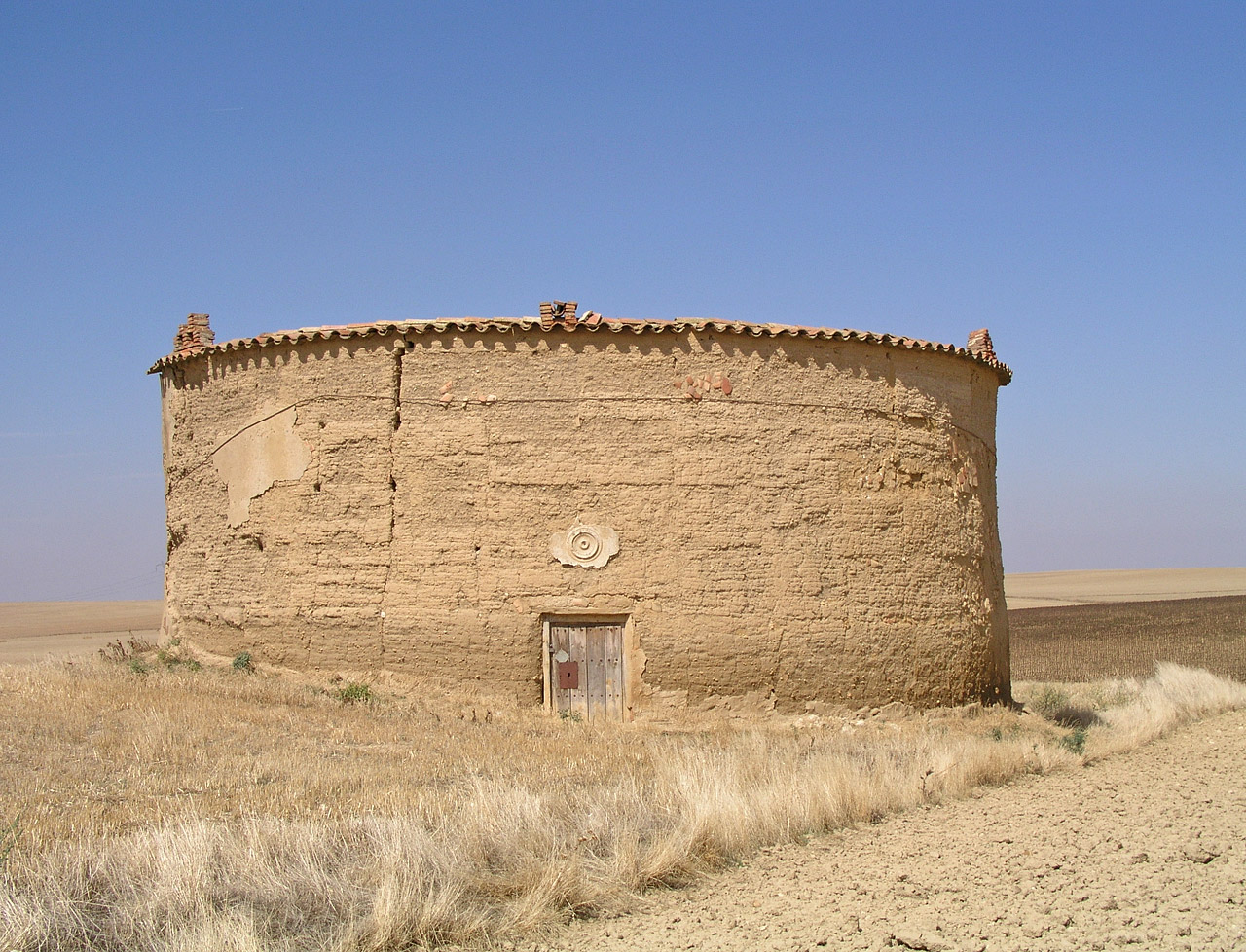
Pombal da Tierra de Campos (Castela e Leão).
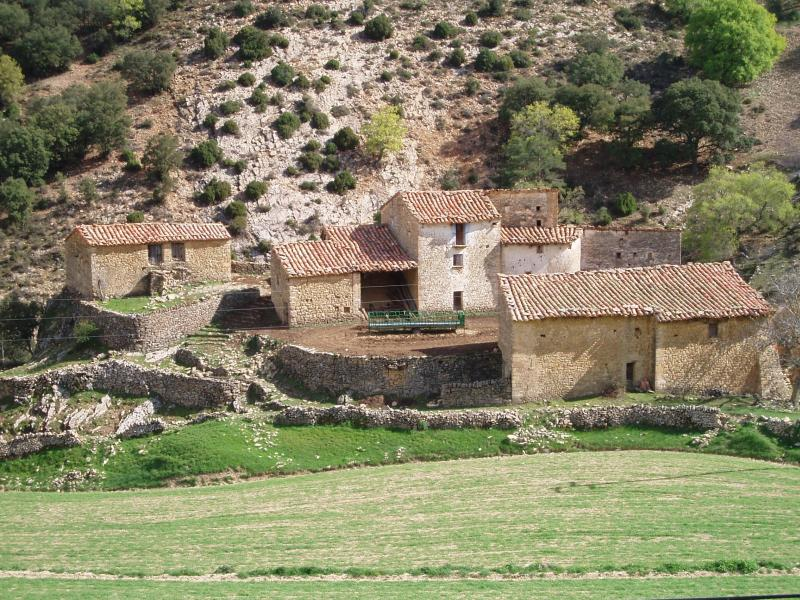
Uma masía] em Castellón. As masías evoluíram a partir das vilas romanas.
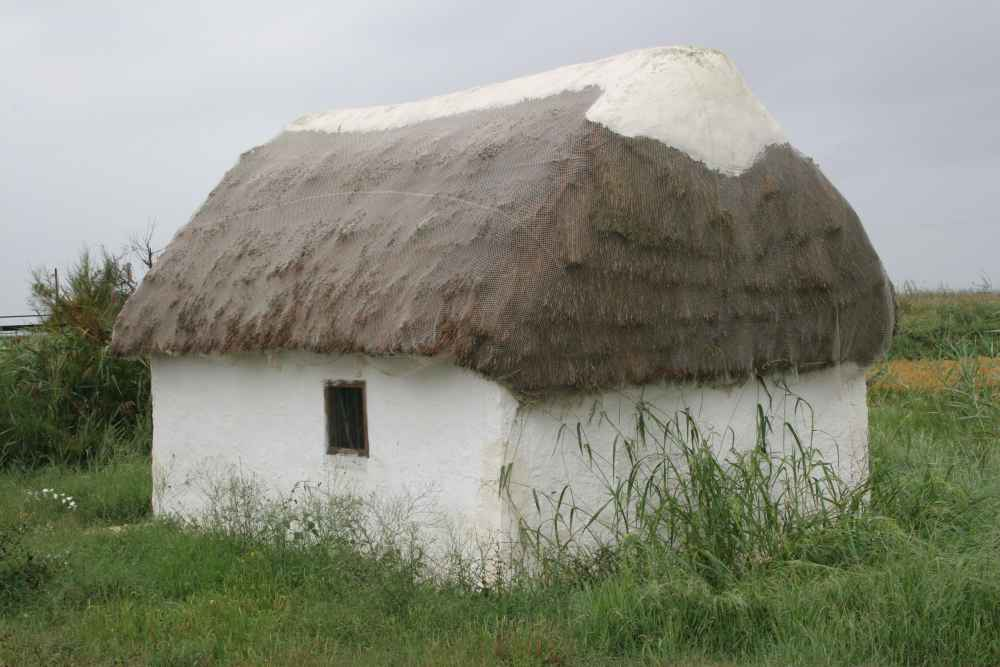
Barraca do delta do Ebro. É uma construção precária, que utiliza cañas y barro, materiais locais que deram o título a uma famosa novela ambientada na Albufera de Valencia, zona de similares características.
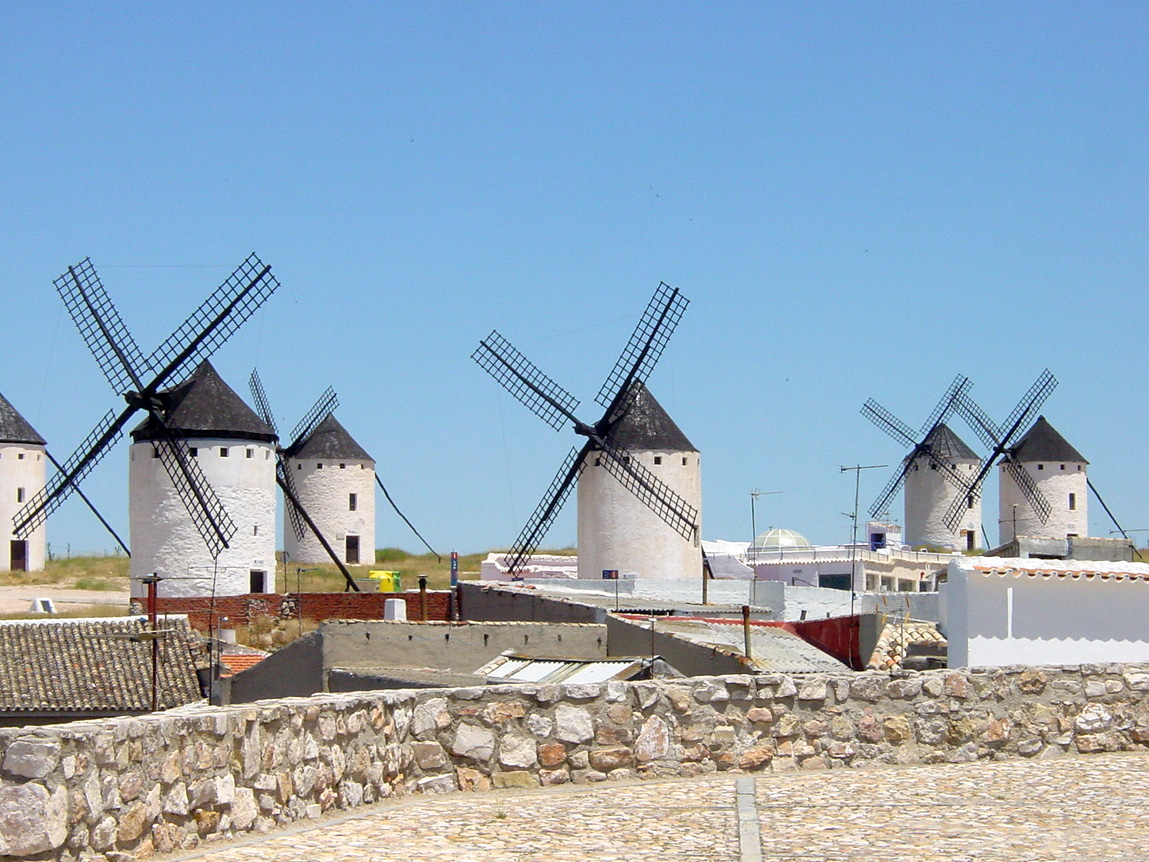
Moinhos de vento no Campo de Criptana, La Mancha. Tecnologia de origem oriental, foram introduzidas na Espanha no século XVI, não muito antes de serem imortalizados por Cervantes. Tradição mais antiga tinham os moinhos de água.
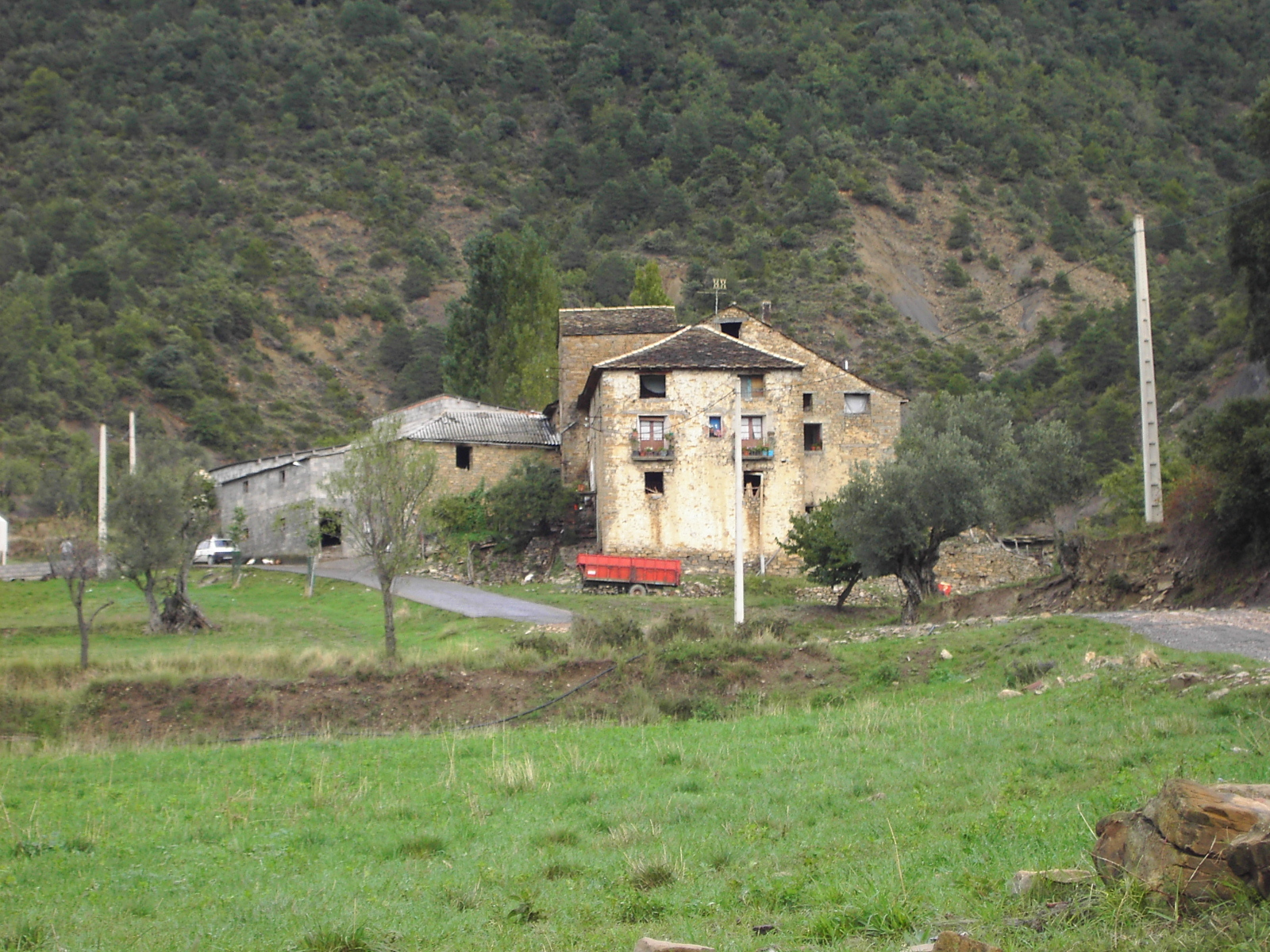
Caserío de Lascorz em Lafueva (Huesca). O caserío, em contraste com a masía da zona oriental, é a forma de casa-bloque que responde ao povoamento disperso em uma ampla zona montanhosa entre os Pirenéus e a Região Cantábrica.
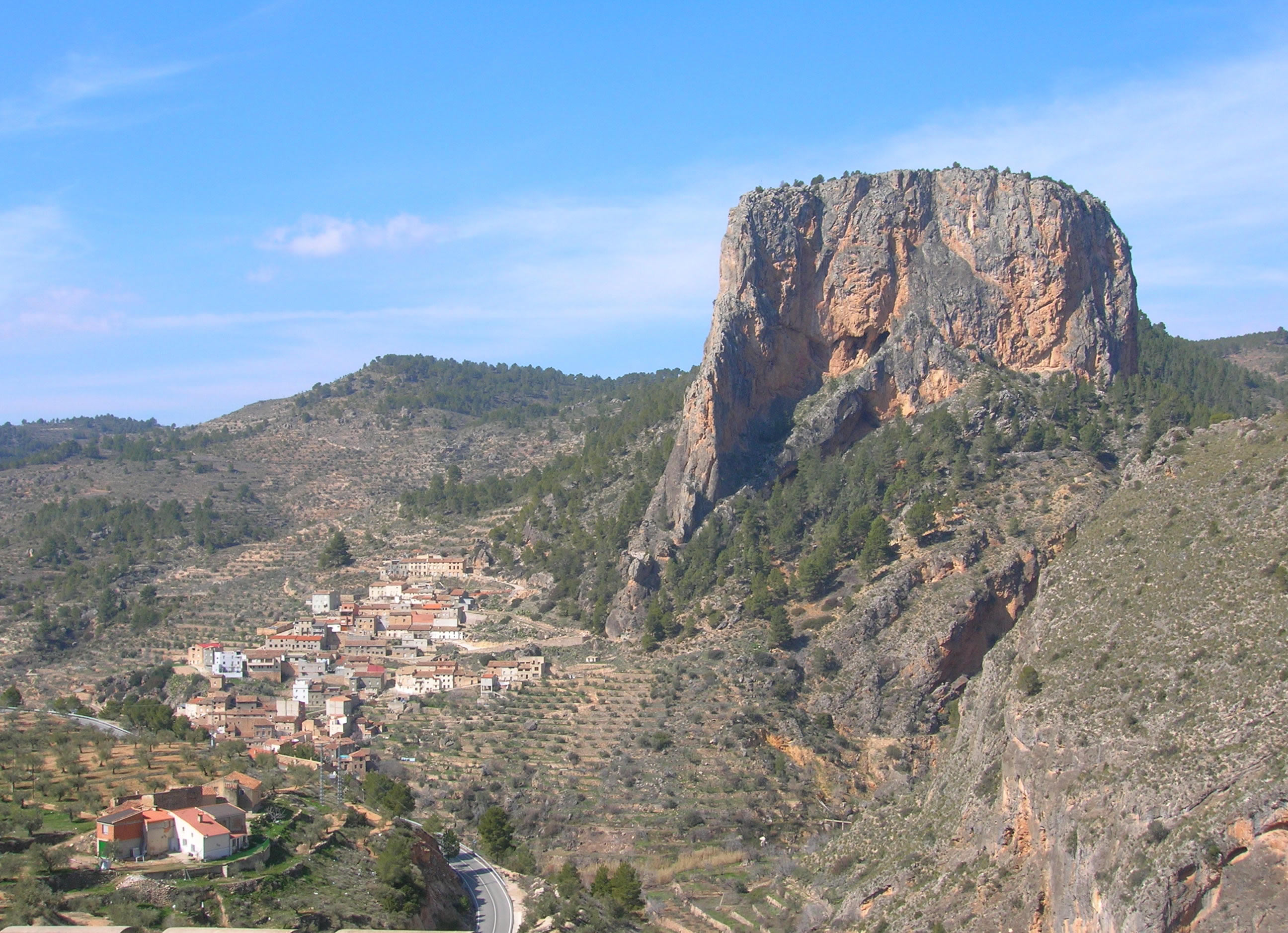
Pedania de Royo Odrea, em Ayna (Albacete). O povoamento concentrado é a norma na Espanha seca, com núcleos apinhados. As fachadas encaladas podem ser interpretadas como uma medida higiênica, além de térmica, e uma forma de homogeneizar a consistência do material dos muros. A localização pode ter um origem defensiva, ou inclusive ser um lugar intermediário para o aproveitamento de distintas zonas de exploração agrícolas, pecuárias e florestais.
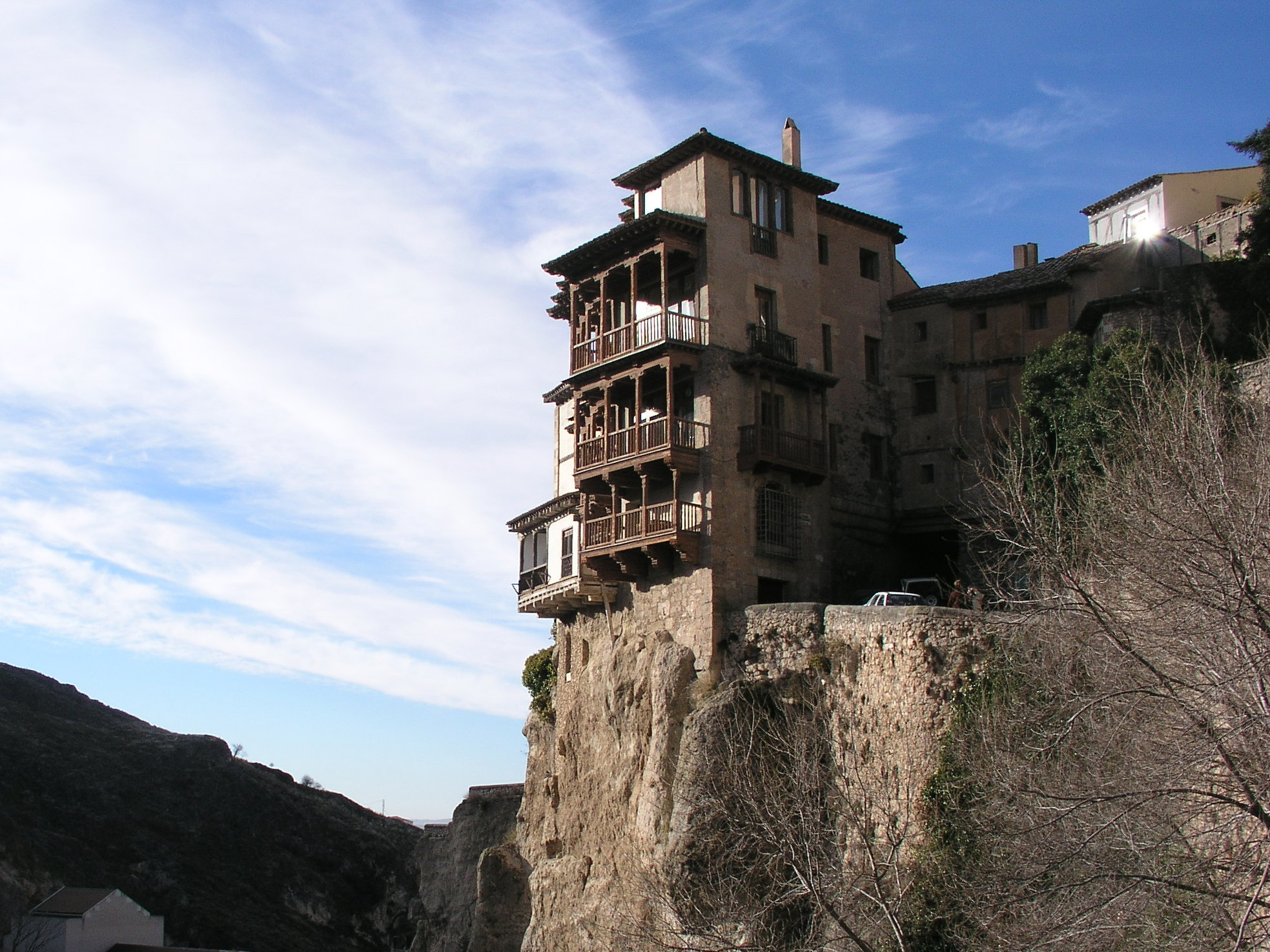
Casas penduradas, Cuenca. O aproveitamento extremo do espaço em adaptação a lugares difíceis e a utilização de materiais autóctonos (a madeira abundante na Serranía) são representativos da arquitetura popular, tanto rural como, neste caso, urbana.
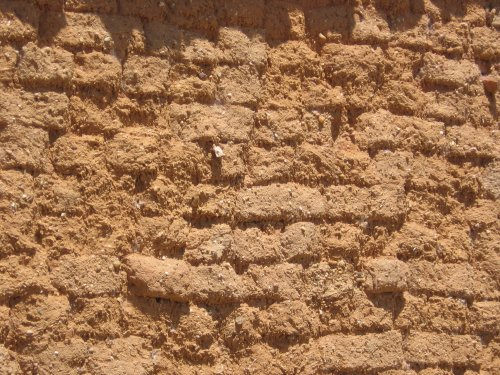
Material: Adobe, empregado em algumas regiões de Castela e Leão.
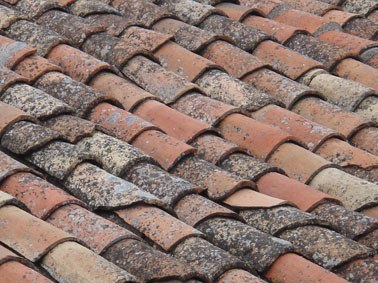
Telhas em um telhado de Colmenar de Oreja. Essa é a disposição mais habitual, ainda que na província de Segóvia o tradicional é colocar só as de fundo. A utilização de telhas nas idades Média e Moderna destacava uma casa de especial riqueza: "donde hay tejas hay dineros", pois as moradas pobres eram cobertas de ramos, gramas ou outros materiais mais acessíveis.
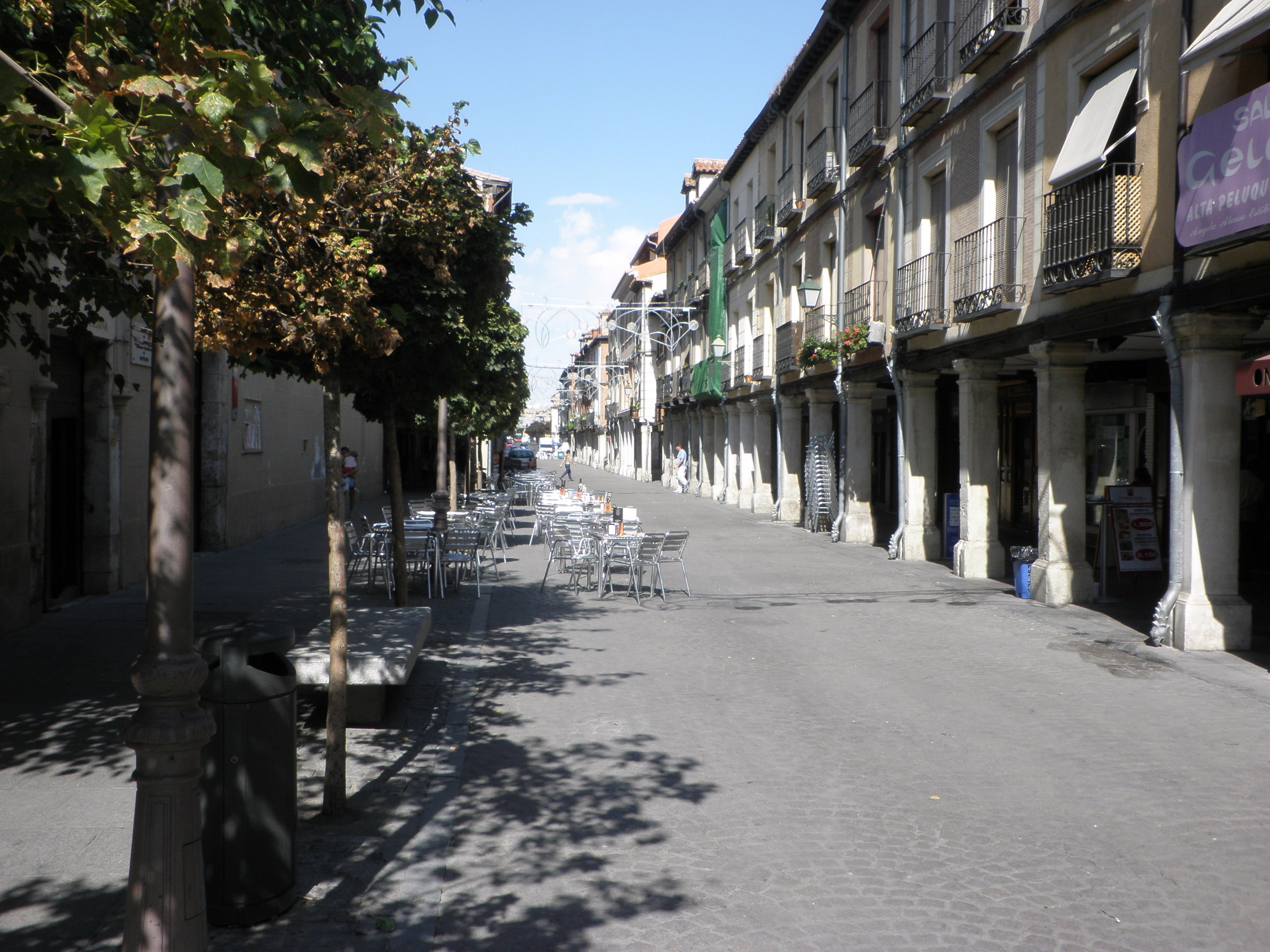
Rua principal de Alcalá de Henares. Os pórticos são uma estrutura singular e característica do urbanismo espanhol. Nesse caso, trazem para o seu interior curiosos elementos da antiga juderia da cidade como são os adarves, em contraste com seu traçado retilíneo (sobre o caminho preexistente, conecta o antigo centro romano com a praça, que de forma característica surgiu em um subúrbio).
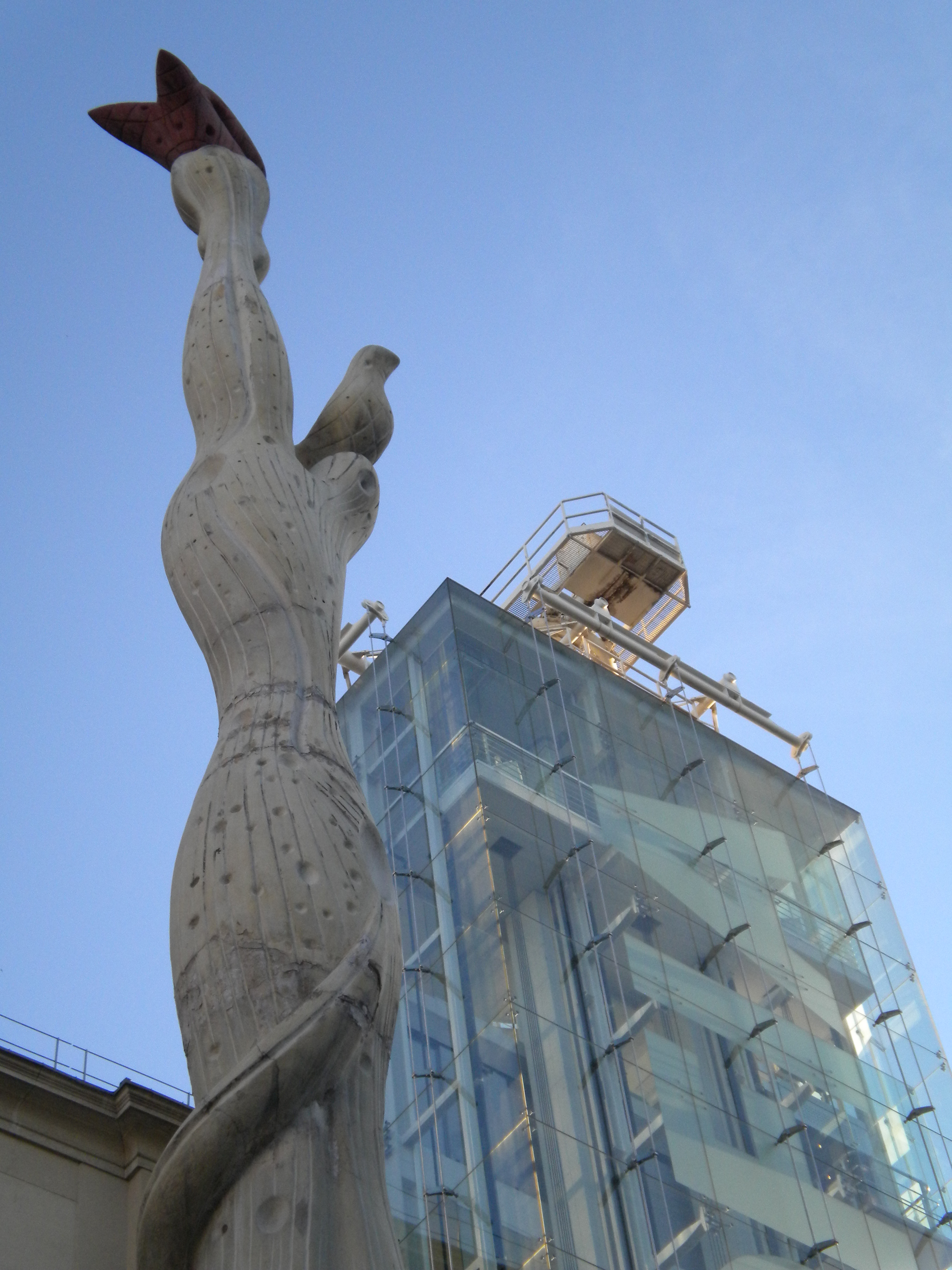
Museu Nacional Centro de Arte Reina Sofia